# اعتصابات سراسری ۱۳۹۸–۱۳۹۷ ایران
اعتصابات سراسری ۱۳۹۸–۱۳۹۷ ایران به مجموعه‌ای مداوم از اعتراضات در قالب اعتصاب سراسری گفته می‌شود که در سال ۱۳۹۷ و سال جاری ۱۳۹۸ در ایران رخ داد. در ایران اعتصاب‌های سراسری توسط اصناف گوناگون در سال ۱۳۹۷ و ۱۳۹۸ به وقوع پیوسته‌است. اعتصابات سراسری بازاریان، نخست در بازار تهران آغاز شد و سپس به دیگر شهرهای ایران کشیده شد. در شهریور ماه بازاریان کردستان هم در شهرهای مختلف استان دست به اعتصاب زدند. کامیونداران ایران پس از بازاریان دست به اعتصاب سراسری در صنف خود زدند. موج دوم اعتصاب کامیونداران در مهرماه به وقوع پیوست. موج جدید اعتصابات سراسری این بار با شرکت اصناف مختلف پس از شانزدهمین روز وقوع اعتصاب سراسری مهرماه ۱۳۹۷ کامیون‌داران در ایران در تاریخ دوشنبه ۱۶ مهر ۱۳۹۷به صورت پراکنده در شهرهای ایران درگرفت. تهران، اصفهان، مشهد، سنندج، تبریز، کرمانشاه، چابهار، بانه، میاندوآب از جمله شهرهایی بودند که اعتصاب در آن‌ها رخ داد.
آموزگاران اهل ایران نخستین بار در اردیبهشت ۱۳۹۷ دست به اعتصاب سراسری در شهرهای گوناگون ایران زدند. این اعتصاب‌ها عمدتاً به شیوه تحصن و همچنین سرباز زدن از حضور در کلاس‌های درس بود. سپس این اعتصاب‌ها در ماه مهر و آبان تکرار شد. در جریان اعتصاب سراسری معلمان ایرانی چندین تن از معلمان بازداشت شدند. اعتصاب معلمان حمایت دانش‌آموزان و دانشجویان را به‌دنبال داشت.
کارگران ایرانی اهل خوزستان در آبان و آذر ۱۳۹۷ دست به اعتصاب و برگزاری راهپیمایی زدند. پیش‌تر کارگران اهوازی در ماه‌های آغازین همین سال دست به برپایی اعتصاب و اعتراض متوالی زدند و در پی آن شماری از آن‌ها بازداشت شدند. در اعتراضات کارگران نیشکر هفت تپه در آبان شماری از کارگران به همراه یک خبرنگار زن بازداشت شدند. مرکز این اعتراضات عمدتاً در شهرهای شوش و اهواز و با محوریت کارگران شرکت کشت و صنعت نیشکر هفت‌تپه و شرکت ملی فولاد ایران (اهواز) بود. با این وجود اعتراضات پراکنده‌ای هم توسط کارگران دیگر شهرها در خوزستان به وقوع پیوست. در جریان این اعتراضات چندین تن از کارگران بازداشت شدند. اسماعیل بخشی و مسلم آزمند نمایندگان کارگران هفت‌تپه و از اعضای ارشد سندیکای کارگران کشت و صنعت نیشکر هفت‌تپه در میان بازداشت‌شدگان بودند. بازداشت این کارگران موجی از همدردی دیگر قشرها را در پی داشت و منجر به گسترش و ادامه اعتراضات شد.
اعتصاب کارگران فولاد اهواز در روز ۱۱ آذر ۱۳۹۷ وارد بیست و سومین روز خود شد. همچنین آن‌ها برای هفدهمین روز در مقابل استانداری خوزستان تجمع کردند. در این اعتراض جمعی از دیگر شهروندان شامل زنان و دانشجویان به تجمع کارگران پیوستند. آن‌ها در اعتراض بازداشت کارگران شعارهای حمایتی سردادند.
در تاریخ یکشنبه ۱۸ آذر ۱۳۹۷ اعتصاب کارگران فولاد اهواز در نیمه نخست آذر از مرز یک ماه اعتصاب متوالی گذشت. کارگران شرکت نیشکر هفت‌تپه که برای مدتی از اعتصاب دست کشیده بودند، دوباره در این تاریخ دست به اعتراض زدند. اداره اطلاعات اهواز ۱۰ نفر از کارگران گروه ملی صنعتی فولاد اهواز را احضار و آنان را تهدید به برخورد امنیتی کرد. با این وجود کارگران در جریان این راهپیمایی با شعار «نه تهدید، نه زندان/ دیگه فایده نداره» و «کارگر زندانی آزاد باید گردد» به برخورد امنیتی با کارگران اعتراض کردند. کارگران خدمات شهری شهرداری آبادان برای بار سوم از ماه شهریور دست از کار کشیدند. آن‌ها از جمع کردن زباله‌های شهر سر باز زدند که اعتراض شهروندان را نیز به دنبال داشت.
کشاورزان ایرانی اهل استان اصفهان برای دومین سال متوالی از اعتراض‌های کشاورزان استان اصفهان در اعتراض به قطع شدن حق‌آبه‌های زمین‌های کشاورزی خود دست به برپایی اعتصاب، اعتراض و راهپیمایی زدند.
در اثر خشک شدن تالاب گاوخونی و برگشت نشدن حقابه آن نزدیک به هزار نفر از مردم شهر ورزنه اصفهان به بیماری سالک مبتلا شده‌اند. نیمی از این نفرات دانش آموز هستند.

## شرح اعتصابات سال ۱۳۹۷

### اعتصاب بازاریان تهران
روز دوشنبه ۴ تیر ۱۳۹۷ بخش بزرگی از بازاریان تهران در اعتراض به رکود حاکم بر بازار، نوسان بی‌سابقه نرخ ارز و کمبود مشتری ناشی از گران شدن قیمت‌ها دست از کار کشیدند و به تجمع و راهپیمایی پرداختند. حرکت اعتراضی بازاریان پایتخت یک روز پس از تجمع فروشندگان موبایل در پاساژ علاءالدین و بازار چارسو در تهران صورت گرفته‌است.
روز دوشنبه نخست پارچه‌فروشان و بازاریان راسته بازار بزرگ و چارسوق و سرای قیصریه مغازه‌های خود را بستند و سپس سایر مغازه‌داران نیز با بستن مغازه‌هایشان دست از کار کشیدند. اعتصاب‌ها تا کسبه لاله زار و خیابان‌های اطراف آن نیز گسترش یافته‌است. همچنین مغازه داران خیابان‌های مولوی، شوش، چهار راه سپه سالار و استانبول نیز به دیگر بازاریان و کسبه معترض پیوستند.
در ادامه تظاهرات و تجمع‌های دوشنبه ۴ تیر که در اطراف میدان بهارستان و در نزدیکی ساختمان مجلس، اطراف بازار تهران، خیابان لاله‌زار، خیابان سرچشمه و مناطق دیگر برگزار شده‌است، نیروی انتظامی با مردم درگیر شد و به سمت آن‌ها گاز اشک‌آور پرتاب کرده‌است. تصاویر ویدئویی منتشر شده از این درگیری، گاز اشک آور در فضا را نشان می‌دهد و همزمان تظاهرکنندگان فریاد می‌زنند: «آنها به ما با گاز اشک آور حمله کردند».

### اعتصاب بازاریان کردستان

#### فروردین
این اعتراضات از روزهای ابتدایی فروردین ماه آغاز شد اما به مرور زمان گسترده‌تر شد. به طوری که برخی گزارش‌ها حکایت از آن داشت که بازاریان شهرستان‌های مریوان و سقز نیز روز سه شنبه با بستن مغازه‌ها و پهن کردن سفره خالی به این اعتصاب پیوستند. به گزارش برخی از وب سایت‌ها از جمله «کردپا»، معترضان اعلام کرده‌اند که بسته‌شدن مرزهای کول‌بری در استان‌های غربی، بازار مغازه‌داران شهرهای مرزی را که اجناس خود را از کول‌بران می‌خریدند، کساد کرده‌است.

#### شهریور
در شهریور ۱۳۹۷ اعتصابات سراسری در شهرهای مختلف کردستان به وقوع پیوست. این اعتصابات از صبح امروز روز چهارشنبه ۲۱ شهریور برابر با ۱۲ سپتامبر اعتصاب سراسری در شرق کردستان آغاز شد. از دلایل این اعتصاب علاوه بر مسائل اقتصادی و معیشتی اعتراض به اعدام زندانیان سیاسی کرد همچون رامین حسین پناهی ذکر شده‌است. این زندانیان پیش از این اعدام شده بودند. به گزارش رسانه رادیو زمانه در این روز عکس‌ها و ویدئوهایی در شبکه‌های اجتماعی منتشر شده که نمایانگر آغار اعتصاب عمومی در برخی شهرهای استان کردستان ایران بود، که از دلایل آن اعتراض به اعدام سه زندانی سیاسی کرد و حمله موشکی سپاه پاسداران به مقر حزب دموکرات کردستان و حزب دموکرات کردستان ایران عنوان شده‌است.

### اعتصاب کامیونداران

#### خرداد
اعتصاب سراسری کامیون‌داران در ایران از روز اول خرداد ۱۳۹۷ در ۱۶۰ شهر از ۲۵ استان ایران، آغاز شد. این اعتصاب به صورت روزانه ادامه داشته‌است. این اعتصاب در روز سه‌شنبه اول خرداد در دست‌کم ۷ استان با خودداری کامیون‌داران از حمل بار آغاز شد و گسترش یافت که در ادامه و استمرار اعتصاب کامیون‌های تانکر، سبب اختلال در توزیع بنزین و گازوئیل شده و چندین جایگاه سوخت بنزین در سراسر ایران از مدار سوخت‌رسانی خارج شدند. برخی از رانندگان با نصب پلاکاردهای بزرگ در جلو کامیون خود به «گران شدن عوارض و لوازم یدکی» در عین «ثابت ماندن کرایه بار» اعتراض کرده‌اند. این اعتصاب در روز چهارم بسیاری از شهرهای کوچک و بزرگ ایران را دربرگرفت. روز دوشنبه ۷ خرداد ۱۳۹۷ پایانه بار تهران به اعتصاب پیوست، اعتصاب سراسری کامیون‌داران در روز پنجم با پیوستن گروهی از رانندگان اتوبوس‌های شهری به این اعتصاب سراسری ادامه پیدا کرد.
این اعتصاب سراسری حمایت‌هایی را توسط فدراسیون‌های جهانی و منطقه ای کارگران به دنبال داشته‌است.

#### مهر
موج دوم اعتصاب کامیون‌داران ایران پس از آنکه به مطالباتشان در اعتصاب خرداد ۱۳۹۷ نرسیدند، از روز اول مهر ۱۳۹۷ آغاز شد و به مرور بیش از ۳۰ استان ایران و ۲۳۶ شهر را دربرگرفت، از جمله در بندرعباس، اردبیل، اهواز، قزوین، شهرضا، بروجرد، اصفهان و ارومیه کامیون‌داران اعتصاب‌کننده از حمل بار خودداری کردند و روز چهارشنبه ۴ مهر، در شهرهای تهران، اصفهان، کرمانشاه، سبزوار، یزد، دیواندره، نجف آباد، نیشابور، قزوین، اردبیل، اهواز، شوش، زنجان، زرین‌شهر، تبریز و سیرجان به اعتصاب پیوستند. رانندگان کامیون‌ها، کمبود کرایه، کاهش سهمیه سوخت و گران شدن لوازم خودرو مثل لاستیک را از جمله دلایل این اعتصاب‌ها اعلام می‌کنند. بالا رفتن قیمت ارز در بازار ایران در گران شدن قیمت لاستیک مؤثر بوده‌است.
با گذشت هفت روز از اعتصاب رانندگان، تأمین برخی محصولات در بازار از جمله سیب زمینی و گوجه فرنگی با مشکل رو به رو شد و قیمت آن‌ها به شدت افزایش یافت.
در روز پنجم اعتصاب کامیون‌داران، به منظور پایان بخشیدن به اعتصاب، پیامکی تهدیدآمیز برای رانندگان ارسال و تلویحاً تهدید شدند در صورت عدم بارگیری، سهمیه سوخت آنان قطع خواهدشد. در این پیامک اعلام شده: براساس مصوبه شورای امنیت و نیز شرکت ملی پخش فراورده‌های نفتی، برای جلوگیری از قاچاق سوخت، سهمیه سوخت رانندگانی که پس از گذشت ۷۲ ساعت از سوخت‌گیری نسبت به دریافت بارنامه یا صورت وضعیت اقدام نکنند، قطع خواهد شد.
در روز هفت مهر ۱۳۹۷، سازمان راهداری اقدام به توزیع لاستیک با قیمت دولتی در پایانه بندرعباس، مهم‌ترین پایانه ترانزیتی کشور، در بین رانندگانی که دارای بارنامه هستند کرد تا از خشم رانندگان بکاهد و به اعتصاب پایان دهد.
در موج دوم اعتصاب کامیون‌داران ایران، بیش از ۱۸۰ نفر دستگیر شدند.
دستگیرشدگان از جمله ۳۵ نفر در استان فارس، ۱۵ نفر در استان قزوین، ۱۳ نفر در استان اصفهان، ۷ نفر در استان البرز و ۳ نفر در استان تهران بودند.
در تاریخ سه شنبه ۱۷ مهر ۱۳۹۷، در روز هفدهم اعتصابات کامیونداران، آن‌ها در حالی در شهرهای مختلف ایران دست به اعتصاب زدند، که برخی منابع حقوق بشری از رسیدن آمار بازداشت‌ها به دست کم ۲۵۶ نفر از کامیون‌داران و رانندگان در دور جدید اعتصاب کامیونداران در شهرهای مختلف ایران خبر داده‌اند. هرانا که خبرهای حقوق بشری ایران را پوشش می‌دهد روز سه شنبه نوشت از مجموع بازداشت شدگان در شهرهای مختلف می‌تواند گفت که تعداد بازداشت شدگان بیش از ۲۵۶ نفر است.

### اعتصاب بازاریان در مهر

#### ۱۶ مهر
بازاریان در شهرهای مختلف ایران روز دوشنبه ۱۶ مهر دست به اعتصاب زدند. بر اساس ویدئوها و تصاویر منتشر شده در شبکه‌های اجتماعی اکثر مغازه داران در شهرهای مختلف از جمله تهران، سنندج، بانه، تبریز، رفسنجان، کرمانشاه، چابهار، هیرمند و میاندوآب دست به اعتصاب زده و تعطیل شدند. همچنین رسانه رادیو زمانه گزارش داد که در شبکه‌های اجتماعی تصاویر و ویدئوهایی از تعطیلی مغازه‌ها در بازار کفاشان تبریز، دیزل‌آباد کرمانشاه، ایرانشهر در سیستان و بلوچستان، قزوین، سنندج، جوانرود و سردشت منتشر شده‌است. صفحه «صدای مردم» در تلگرام تصاویر و ویدیوهایی از آغاز اعتصاب بازاریان و کسبه در شهرهای مشهد، برازجان، کرمانشاه، گرگان، زنجان، بانه، مریوان، اراک و سقز منتشر کرده‌است. تصاویری هم از اعتصاب در بازار طلا فروشان تهران، محله ستارخان و غرب تهران هم در شبکه‌های اجتماعی منتشر شده‌است.

#### ۱۷ مهر
در روز سه‌شنبه ۱۷ مهر ۹۷، اعتصاب سراسری بازاریان ایران که از روز دوشنبه ۱۶ مهر ۹۷، توسط کسبه و بازاریان بیش از ۵۰ شهر ایران آغاز شده بود به دومین روز خود رسید. در این روز شهرهای اصفهان، اردبیل، قزوین، به اعتصاب پیوستند.

### اعتصاب سراسری معلمان

#### اردیبهشت
معلمان ایران در ۲۰ اردیبهشت ۱۳۹۷ در اعتراض به وضعیت معیشتی و کالایی سازی آموزش و پرورش مقابل ساختمان سازمان برنامه و بودجه تجمع کردند. در جریان این تجمع شماری از معلمان بازداشت شدند. محمد حبیبی عضو کانون صنفی معلمان تهران، یکی از بازداشت شدگان آن روز، از آن زمان در زندان نگهداری می‌شود. دستگاه قضایی جمهوری اسلامی حبیبی را به ۷ سال و نیم زندان، دو سال ممنوعیت فعالیت سیاسی و اجتماعی و ۷۴ ضربه شلاق محکوم کرده‌است. علاوه بر او، شش تن دیگر از بازداشت شدگان این تجمع نیز به ۹ ماه زندان و جریمه نقدی بدل از ۷۴ ضربه شلاق محکوم شدند.

#### تحصن معلمان ۲۲ مهرماه
در تاریخ ۲۲ مهر ۱۳۹۷ معلمان ایرانی در چندین شهر ایران دست به اعتصاب زدند. این اعتصابات به شیوه تحصن و دست کشیدن از کار صورت گرفت. رسانه رادیوفردا به نقل از فعالان حوزه فرهنگیان فعال در فضای مجازی اظهار کرد که این تحصن‌های اعتراضی دست‌کم در شهرهای تهران، مشهد، تبریز، اصفهان، شیراز، کرمانشاه، ایلام، یاسوج، سنندج، سمیرم، همدان، آمل، زرین‌شهر، گناباد، اسلام‌آباد، تربت حیدریه، مریوان، سروآباد و گرمه برگزار شده‌است.
معلمان هدف خود را از این اعتصابات، درخواست رسیدگی به مطالباتشان مانند وضع اقتصادی نامناسب، دستمزدهای پایین، و تأخیر در پرداخت طلب‌هایشان عنوان کرده و خواهان آزادی دیگر معلمان زندانی شده‌اند. آن‌ها می اظهار کردند تحصن و اعتراضشان تا زمانیکه به مطالباتشان رسیدگی نشود، ادامه خواهد داشت.
در هفته پیشین این اعتصابات، شورای هماهنگی تشکلهای صنفی فرهنگیان ایران با انتشار فراخوان از تمام فرهنگیان کشور درخواست کرد روزهای یکشنبه ۲۲ و دوشنبه ۲۳ مهرماه در دفتر مدارس تحصن نمایند و از حضور در کلاس درس خودداری کنند. این فراخوان در شبکه‌های اجتماعی مختلف دست به دست شد. شورای هماهنگی تشکل‌های صنفی فرهنگیان که معلمان را به اعتصاب فراخوانده، انگیزهٔ اصلی این اعتراض را گرانی و تورم و «سفرهٔ خالی فرهنگیان» اعلام کرده‌است. فعالان صنفی آموزگاران در بخشی از بیانیه فراخوان خود آورده بودند: «نهادهای امنیتی و قوه قضاییه به جای برخورد با دزدان و فاسدان جامعه، معلمان مطالبه‌گر و عدالتخواه را تهدید، تبعید، انفصال، اخراج و زندانی می‌کنند.» همزمان با آغاز تحصن دو روزه معلمان سراسر کشور، کانون صنفی فرهنگیان استان قزوین با ارسال نامه‌ای سرگشاده به محمد بطحایی وزیر آموزش و پرورش خواستار رسیدگی به مطالبات معلمان معترض شد.

#### اعتصاب ۲۳ مهرماه
در سکوت رسانه‌های جمهوری اسلامی، دومین روز اعتصاب سراسری معلمان ایران از صبح دوشنبه ۲۳ مهرماه آغاز شد. اعتصاب سراسری صنف معلمان به دومین روز خود کشیده شد. در فراخوان شورای هماهنگی تشکل‌های صنفی فرهنگیان ایران روزهای ۲۲ و ۲۳ مهر ۱۳۹۷ به عنوان روزهای اعتصاب ذکر شد. این اعتراضات مدنی در اعتراض به «گرانی و تورم، پایین آمدن قدرت خرید معلمان، کیفیت‌زدایی از آموزش و ادامه بازداشت فعالان صنفی» صورت می‌گیرد و بنا بر گزارش‌ها، آموزگاران و دبیران مدارس در مدرسه‌ها حضور می‌یابند اما سر کلاس درس نمی‌روند. این تحصن قرار است روز دوشنبه نیز ادامه یابد. تصاویر متعددی از معلمان در شهرهای مختلف ایران منتشر شده که در دفتر مدیریت مدارس یا سالنی گرد هم آمده و دست از تدریس کشیده‌اند.
آن‌ها دست‌نوشته‌های زیادی نیز در دست داشتند که محتوای آن‌ها دوری آن‌ها از وابستگی به احزاب «چپ و راست» و تنها تأکید بر شغل معلمی آن‌ها بود. کانال خبری شورای هماهنگی تشکل‌های صنفی فرهنگیان ایران روز شنبه (۲۱ مهر) در یادداشتی با عنوان «چه خبر از تحصن؟» نوشته بود که «هزاران معلم» آمادگی خود را برای شرکت در تحصن روز یکشنبه اعلام کرده‌اند.
در شبکه‌های اجتماعی تصاویر متعددی از معلمان در شهرهای شیراز، بوشهر، مریوان، بافق، تبریز، قم، یزد، سنندج، بابل، رفسنجان، کرمانشاه، کرج، ارومیه، تهران، جلفا، لنگرود، همدان، اصفهان و دیگر شهرها و شهرستان‌ها منتشر شده‌است که آنان را در دفاتر مدارس و در حال اعتصاب نشان می‌دهد.

#### اعتصاب ۲۲ و ۲۳ آبان
در تاریخ ۲۲ و ۲۳ آبان ۱۳۹۷ معلمان ایرانی در شهرهای مختلف دست به اعتصاب زدند. این اعتصاب به شیوه عدم حضور در کلاس درس و «تحصن» صورت گرفت. این دومین بار از آغاز سال تحصیلی ۱۳۹۷ در ایران است که معلمان دست به اعتصاب زدند. همچنین این معلمان علاوه‌براینکه خواستار افزایش دستمزد خود شدند، بر رعایت قانون کشور مبنی بر حق برخورداری همگان از آموزش رایگان پافشاری کردند. شورای هماهنگی تشکل‌های صنفی معلمان سه‌شنبه ۲۲ آبان مشارکت معلمان در دور دوم اعتصاب را «گسترده» توصیف کرد. تصاویر منتشر شده در کانال تلگرامی این شورا نیز بیانگر تحصن معلمان در شهرهای مختلف بود. در مجموع این سومین اعتصاب سراسری معلمان ایران در سال ۱۳۹۷ است.
در این اعتصاب معلمان در نقاط مختلف ایران از حضور در کلاس‌های درس خودداری کردند. آن‌ها همچنین با تحصن در دفتر مدارس به سیاست‌های وزارت آموزش و پرورش ایران و برخورد امنیتی با معلمان معترض، اعتراض کردند. چند تشکل صنفی در ایران در صفحات خود در شبکه‌های اجتماعی از آغاز دومین دور از اعتصاب و تحصن معلمان در برخی از شهرهای ایران در روز سه‌شنبه، ۲۲ آبان‌ماه، خبر دادند. بر اساس گزارش‌ها، «تحصن» در برخی از مدارس شهرهای سنندج، بانه، سقز، مریوان، کرمانشاه، اصفهان، شیراز، بابل، کرج، البرز، جلفا، خمینی‌شهر، ایوان غرب، اردبیل، یزد، شهر جم در استان بوشهر، همدان، لامرد، کازرون، دیواندره و قزوین، تبریز و ساری و همچنین مناطقی در استان تهران انجام شده‌است.

#### تجمع معلمان ۲۵ بهمن
روز پنجشنبه ۲۵ بهمن‌ماه ۱۳۹۷، فرهنگیان در شهرهای سنندج، مریوان، کرمانشاه، ارومیه، اردبیل و مشهد در مقابل اداره‌های آموزش و پرورش این شهرها تجمع کرده و خواستار بهبود وضعیت معیشت فرهنگیان شاغل و بازنشسته، یکسان‌سازی حقوق شاغلان و بازنشستگان، آموزش رایگان برای دانش آموزان و حق تحصیل به زبان مادری شدند. آن‌ها همچنین به نحوه برخورد با فعالان صنفی معلمان اعتراض کردند.

#### تحصن معلمان ۱۴–۱۲ اسفند
در روزهای یکشنبه ۱۲ اسفندماه، دوشنبه ۱۳ اسفندماه، و سه‌شنبه ۱۴ اسفندماه ۱۳۹۷، فرهنگیان در شهرهای گوناگون از حضور در کلاس درس خودداری نمودند.

##### دلایل اعتصاب معلمان
از مسئله عدم رعایت «اصل ۳۰ قانون اساسی» و نظام آموزش رایگان به عنوان یکی از دلایل اصلی این اعتصاب‌ها یاد شد. در ارتباط با موضوع آموزش رایگان، شورای هماهنگی تشکل‌های صنفی فرهنگیان سراسر ایران و سایر تشکل‌های صنفی معلمان و همچنین فعالان صنفی معلمان بارها با اشاره به اصل ۳۰ قانون اساسی، خواستار توقف خصوصی‌سازی و کالایی‌سازی آموزش شده‌اند. اصل ۳۰ قانون اساسی جمهوری اسلامی ایران می‌گوید: دولت موظف است وسایل آموزش و پرورش رایگان را برای همه ملت تا پایان دوره متوسطه فراهم سازد و وسایل تحصیلات عالی را تا سر حد خودکفایی کشور به‌طور رایگان گسترش دهد. در بیانیه‌ای که شورای هماهنگی تشکل‌های صنفی فرهنگیان ایران منتشر کرده بود، از معلمان و فرهنگیان خواسته بود که در اعتراض به «گرانی و تورم» و «وضعیت بد معیشتی و صنفی» در روزهای ۲۲ و ۲۳ مهر در کلاس‌های درس حاضر نشده و در دفتر مدرسه تحصن کنند.

##### بازداشت معلمان
شش تن از معلمانی که در اردیبهشت ماه به وضعیت ناهنجار معلمان و خصوصی‌سازی مدارس اعتراض کرده بودند، هر یک به نه ماه حبس و پرداخت جریمه نقدی بدل از ۷۴ ضربه شلاق محکوم شدند. در اعتراض معلمان و بازنشستگان در ۲۰ اردیبهشت ۱۳۷۹ در تهران شعبه ۱۰۶۰ دادگاه کیفری دو مجتمع قضایی کارکنان دولت تهران عالیه اقدام‌دوست، عضو اتحادیه بازنشستگان، رسول بداقی، بازرس سابق کانون صنفی معلمان تهران، جواد ذوالنوری، محمد عابدی، حسین غلامی و اسماعیل گرامی را به اتهام «اخلال در نظم عمومی از طریق شرکت در تجمعات غیرقانونی» و «تمرد نسبت به مأموران حین انجام وظیفه» به تحمل نه ماه حبس تعزیری و پرداخت جریمه نقدی بدل از ۷۴ ضربه شلاق محکوم کرده‌است.
دو روز پیش از آغاز تحصن، دو نفر از فعالان حقوق صنفی معلمان در مشهد و سقز بازداشت شده‌اند. این درحالی است که عموماً زندان‌های نظام جمهوری اسلامی هیچ وقت بدون یک معلم زندانی نبوده‌است. در سال‌های پیش از این، تعدادی از فعالان حقوق معلمان بازداشت و به زندان‌های طولانی‌مدت محکوم شده‌اند. محمدرضا رمضان‌زاده، رئیس شورای هماهنگی تشکل‌های صنفی فرهنگیان و دبیر کانون صنفی معلمان خراسان شمالی، عصر ۲۲ مهر بازداشت شد. او از بدو بازداشت دست به اعتصاب غذا زده‌است. این خبر را صدیقه پاک‌ضمیر، عضو هیئت مدیره کانون صنفی معلمان تهران، در حساب شخصی توییتر خود اعلام کرده‌است.
دور جدید بازداشتها در دور دوم اعتصابات معلمان در اعتصاب ۲۲ و ۲۳ آبان سال تحصیلی ۱۳۹۷ آغاز شد. به گفته شورای هماهنگی تشکل‌های صنفی فرهنگیان ایران، که سازماندهی اعصاب ۲۲ و ۲۳ آبانماه را بر عهده داشت، اعلام کرد نهادهای امنیتی از جمله وزارت اطلاعات دستکم ۱۳ معلم را بازداشت و ۳۰ معلم دیگر را احضار کرده‌اند.

### اعتصاب کارگران خوزستان

#### شوش
در شهر شوش صدها تن از کارگران شرکت کشت و صنعت هفت تپه (نیشکر هفت‌تپه) برای اولین بار در آذر ۱۳۹۶ در اعتراض به عدم پرداخت طولانی‌مدت دستمزدهایشان دست به اعتصاب زدند. سپس این اعتصاب‌ها در دی‌ماه نیز تکرار شد و همزمان با تظاهرات ۱۳۹۶ ایران رخ داد. این کارگران در ۱۳ ماه پیش از آن، تنها پنج ماه دستمزدشان را سر وقت گرفته بودند. سرانجام این اعتصاب‌ها در سال ۱۳۹۷ نیز تکرار شد. در اعتصابات آذر ۱۳۹۶، کنفدراسیون بین‌المللی کارگران صنایع مواد غذایی، کشاورزی و خدمات در بیانیه‌ای با از این اعتصاب پشتیبانی کرد. کنفدراسیون بین‌المللی کارگران صنایع مواد غذایی، کشاورزی و خدمات اشاره کرد که کارگران هفت‌تپه به دلیل پرداخت نشدن دستمزدشان گرسنه‌اند و نیاز به حمایت دارند. به نوشته بیانیه این کنفدراسیون، همه کارگران از جمله کارگران بازنشسته هفت‌تپه «همواره باید برای دریافت دستمزد و مستمری خود مبارزه کنند».
اعتصاب کارگران شرکت نیشکر هفت‌تپه در شهر شوش در آبان ۱۳۹۷ وارد مرحله تازه‌ای شد. این‌بار کارگران با جدیت بیشتری دست به اعتصاب و تظاهرات زدند. آن‌ها همسران و فرزندان خود را نیز به همراه خود به راهپیمایی‌ها آوردند. ویدئوهایی که از راهپیمایی هفت‌تپه منتشر شده نیز حاکی از حضور پررنگ زنان و کودکان است. آن‌ها با پلاکاردهای خود در این تجمع حاضر شدند. کارگران در روز جمعه ۲۵ آبان ۱۳۹۷ اعتراض‌هایشان به نماز جمعه شوش کشیده شد. کارگران سخنان امام جمعه را قطع کرده و پس از پشت کردن به او شعار «پشت به دشمن، رو به میهن» سردادند. همچنین آن‌ها در این روز به نشانه اعتراض تابوت نمادین شرکت نیشکر هفت‌تپه را در یک تشییع جنازه نمادین، تشییع کردند. آن‌ها در طول مسیر شعار «مرگ بر ستمگر/ درود بر کارگر» سر دادند. در روز ۲۶ آبان ۱۳۹۷ اعتراض‌ها وارد سیزدهمین روز خود شد. در این روز از اعتصاب، جمعیت زیادی در خیابان‌های شوش، در استان خوزستان، به حمایت از کارگران معترض تجمع کردند. در این اعتراض حضور چشمگیر نیروهای یگان ویژه نیروی انتظامی گزارش شده‌است. کانال خبری اتحادیه آزاد کارگران نیز شنبه صبح از ورود یک اتوبوس یگان ویژه به هفت‌تپه در نزدیکی شهرستان شوش و استقرار آن در پاسگاه نیروی انتظامی منطقه، و اعزام دو اتوبوس یگان ویژه نیروهای اهواز به شوش دانیال خبر داد. کارگران باز نشسته هفت‌تپه نیز شنبه ۲۶ آبان در بیانیه ای از اعتصاب کارگران حمایت کردند.
شرکت نیشکر هفت‌تپه در سال ۱۳۹۴ به بخش خصوصی واگذار شد. از آن زمان کارگران این شرکت به دلایلی اعم از «تعویق دستمزدها، سوء مدیریت و ابهام در قراردادهای کار با کارگران پیمانی، قراردادی و روزمزدی» دست به اعتراضات پیاپی زده‌اند. در پی ناکارآمدی مالکان جدید در مدیریت این شرکت، کارگران خواستار بازگرداندن آن به بخش دولتی شده‌اند. عمده مطالبات کارگران بر سر حقوق به تعویق افتاده آن‌ها بود. کارگران دلیل عدم پرداخت به‌موقع دستمزدهایشان را «بی‌کفایتی و عدم انسجام در گروه مدیریتی شرکت» عنوان کردند. به گفته اسماعیل بخشی یکی از نمایندگان کارگران شرکت کشت و صنعت هفت‌تپه، واگذاری شرکت به مالکان جدید «مبهم» است و آن‌ها از نام شرکت سوءاستفاده کرده و به دریافت «تسهیلات ارزی» برای خود پرداخته‌اند. بخشی باور داشت که به دلیل واگذاری شرکت به بخش خصوصی، «انسجام مدیریتی» از بین رفته‌است.
در روز یکشنبه ۲۴ آبان ۱۳۹۷ اعتصاب کارگران هفت‌تپه وارد چهاردهمین روز خود شد. در این روز خانواده کارگران هم همراه آن‌ها در اعتراضشان حضور پیدا کردند. کارگران همچون روزهای گذشته با شعارهایشان از حمایت دولت از مالکان شرکت -که به دلیل اختلاس متواری یا دستگیر شدند- انتقاد کردند. کارگران شعار دادند: «دولت، مختلس/ پیوندتان مبارک».
پانزدهمین روز از اعتراضات کارگران شرکت نیشکر هفت تپه روز دوشنبه ۲۸ آبان در حالی ادامه داشت که خبرها حاکی از بازداشت ۱۹ نفر از کارگران معترض از سوی دستگاه‌های امنیتی و انتظامی حکومت جمهوری اسلامی بود. اتحادیه کارگران «نیشکر هفت‌تپه» گزارش داد که بر اساس گفته خانواده‌های کارگران بازداشت شده، پرونده این افراد با اتهام «امنیتی» به شعبه اول دادیاری دادسرای عمومی و انقلاب شهرستان شوش ارجاع داده شده‌اند. در روز دادگاه تجمع کارگران معترض در جلوی دادگستری شوش موجب تعطیلی دادگاه و تعویق آن شد.
روز سه‌شنبه ۲۹ آبان ۱۳ نفر از بازداشتی‌های هفت‌تپه آزاد شدند. اما نمایندگان اصلی کارگران همچون اسماعیل بخشی و مسلم آزمند در میان آن‌ها نبودند. کارگران در ایران به ندرت اجازه یافته‌اند که در تشکیلات مستقل از حکومت سازمان‌یابی صنفی داشته باشند. در مواردی مثل سندیکای نیشکر هفت‌تپه و سندیکای شرکت واحد هم که آن‌ها توانسته‌اند تشکیلاتی برای بیان اعتراضاتشان بسازند، رهبران سندیکایی و فعالان کارگری با برخورد قضایی و امنیتی مواجه بوده‌اند.
در تاریخ ۳ آذر اعتراض کارگران معترض مجتمع هفت‌تپه وارد بیستمین روز متوالی خود شد. در ۳ آذر ماه کارگران این شرکت برای چندمین بار متوالی مسیر فرمانداری تا میدان معلم شهر شوش را راهپیمایی کردند. طبق گزارش ایلنا، کارگران با بیان اینکه تنها خروجی جلسات چند روز مسئولان پرداخت یک ماه از مطالبات مزدی آن‌ها بود، افزودند: «علاوه بر معوقات حقوقی، پرداخت حق سنوات خدمت، پرداخت هزینه بازنشستگی کارگرانی که با مشاغل سخت و زیان‌آور بازنشسته شده‌اند، عقد قرارداد با کارگران روزمزدی و اجرا نشدن طرح طبقه‌بندی مشاغل نمونه دیگری از خواسته‌های کارگران معترض است که هنوز برآورده نشده‌است.» از سوی دیگر مدیرکل حمایت از مشاغل و بیمه بیکاری وزارت کار و امور اجتماعی ایران اعلام کرد که تمام کارگران بازداشتی هفت‌تپه به جز یک نفر آزاد شدند. فرد بازداشتی دیگر یک خبرنگار زن است که آزاد نشده‌است. از چهار کارگر بازداشتی باقی‌مانده در هفت‌تپه همه کارگران بازداشتی به جز «اسماعیل بخشی» روز پنج شنبه آزاد شده‌اند. فرزانه زیلابی وکیل این کارگران می‌گوید: «این کارگران با قرار کفالت آزاد شده‌اند و روند رسیدگی به پرونده‌های آنان ادامه خواهد داشت.»
روز پنجشنبه ۷ آذر ۱۳۰۷ در بیست و پنجمین روز اعتصاب، مأموران امنیتی، علی نجاتی، از اعضای سندیکای کارگران شرکت نیشکر هفت تپه در منزل مسکونی اش بدون حکم بازداشت دستگیر شد. اسماعیل بخشی از نمایندگان کارگران شرکت، همچنان در بازداشت است و اخباری مبنی بر ضرب و شتم او در زندان وجود دارد.
روز شنبه ۱۰ آذر ۱۳۹۷ کارگران هفت تپه و فولاد اهواز در سطح شهرهای شوش و اهواز در اعتراض به برآورده نشدن مطالبات‌شان دست به تظاهرات زدند، آن‌ها همچنین خواستار آزادی کارگران زندانی و پرداخت دستمزدهای معوقه‌شان شدند کارگران شعار می‌دادند: «هیهات منا الذله»، «زندانی هفت تپه آزاد باید گردد»، «فولاد، هفت‌تپه، اتحاد اتحاد»، «سوریه را رها کن فکری به حال ما کن»، «این همه بی‌عدالتی هرگز ندیده ملتی»، «ما کارگران آهنیم ریشه ظلمو می‌کنیم»، «کارگر هفت تپه آزاد باید گردد»

#### اهواز
در تاریخ شنبه ۱۴ مهر ۹۷ جمعی از کارگران اداره آب و فاضلاب روستایی استان خوزستان در اعتراض به پرداخت نشدن ۷ تا ۱۲ ماه حقوق خود، مقابل ساختمان اداره کل آب و فاضلاب روستایی در اهواز تجمع کردند. جمعی از کارگران اداره آب و فاضلاب روستایی استان خوزستان در اعتراض به پرداخت نشدن ۷ تا ۱۲ ماه حقوق خود، مقابل ساختمان اداره کل آب و فاضلاب روستایی در اهواز تجمع کردند.
در بهار این سال کارگران اهل اهواز چندین هفته متوالی دست به اعتراض و اعتصاب زدند، که بازداشت ده‌ها نفر از آن‌ها را در پی داشت. در تاریخ ۲۲ آبان گروه ملی صنعتی فولاد ایران (واحد اهواز) برای چهارمین روز متوالی مقابل ساختمان استانداری خوزستان و دفتر نماینده‌های مردم اهواز در مجلس تجمع کردند. آن‌ها اعلام کردند که پاسخی از جانب این نمایندگان دریافت نکردند.
گروه صنعتی ملی فولاد ایران مستقر در اهواز از بزرگ‌ترین مجتمع‌های فولاد در ایران و از مجموعه شرکت‌هایی بود که در جریان خصوصی‌سازی اموال دولتی به دست مالک خصوصی افتاد. این مالک خصوصی مه‌آفرید خسروی بود که مدتی پس از واگذاری این شرکت به دلیل فساد مالی به زندان افتاد و سپس به اعدام محکوم شد. پس از اعدام او، این شرکت در دوره‌های زمانی تحت مالکیت‌های گوناگون قرار گرفته. سرانجام مالکیت این گروه صنعتی برای دومین بار در اردیبهشت ۱۳۹۷ به بانک ملی ایران سپرده شد. اما این بانک از پس اداره این شرکت بر نیامده و قادر به پرداخت دستمزدها و ادامه تولید نشد.
کارگران شرکت فولاد در اهواز، چهارشنبه ۳۰ آبان، برای چندمین روز متوالی با تجمع در خیابان اعتراضشان را ابراز کردند. آن‌ها با راهپیمایی به سمت استانداری خوزستان علیه وضعیت موجود شعار دادند. این کارگران شعار دادند: «ما کارگرهای فولاد، علیه ظلم و بیداد، می‌جنگیم، می‌جنگیم.»
این اعتراضات به ماه آذر گسترش یافت. در تاریخ ۳ آذر ۱۳۹۷ شهر اهواز شاهد اعتراضات گسترده کارگران شرکت ملی فولاد اهواز بود. گزارش‌های خبری از مرکز استان خوزستان در جنوب غربی ایران حاکی از حضور پرشمار معترضان در خیابان‌های این شهر بود. اعتراضات و راهپیمایی کارگران شرکت فولاد خوزستان با حضور قابل توجه و برخورد مأموران امنیتی و پلیس مواجه بود. اگرچه با وجود حضور مأموران امنیتی، معترضان در خیابان‌های اصلی شهر و مقابل استانداری خوزستان حاضر شدند. آن‌ها شعارهای اعتراضی سردادند. همچنین این کارگران از اعتراض کارگران شرکت نیشکر هفت‌تپه حمایت کردند. طبق روایت خبرگزاری کار ایران (ایلنا) شمار کارگران معترض شرکت فولاد حدود چهار هزار تن برآورد شده‌است.
کارگران شرکت فولاد اهواز در روز ۵ آذر به ادامه اعتراضات خود پرداختند.
در تاریخ ۱۹ آذر ۱۳۹۷ کارگران معترض شرکت فولاد در اعتراضات خود اقدام به پوشیدن کفن کردند. کفن پوش شدن این کارگران به نشانه نارضایتی از وضعیت شغلی خودشان در در سی و یکمین روز اعتراضاتشان بود. آن‌ها در این روز جلوی ساختمان دفتر نماینده رهبر ایران در این استان تجمع کردند. تصاویری که در این روز در شبکه‌های اجتماعی منتشر شده، نشان می‌دهد گروهی از معترضان خیابان مقابل دفتر محمدعلی موسوی جزایری را مسدود کرده‌اند. همچنین این بیست و سومین تجمع کارگران فولاد در مقابل مراکز دولتی این استان بود.
اعتصاب و تظاهرات کارگران گروه ملی فولاد اهواز روز سه‌شنبه ۲۰ آذر ۹۷ در مقابل مراکز دولتی ادامه پیدا کرد. کارگران معترض با گردهمایی در برابر ادارات دولتی اهواز علیه سران نظام شعارهایی سر دادند. بنا به گزارش‌هایی که در رسانه‌های جمعی و فضای مجازی منتشر شده، کارگران صنایع فولاد در سی و دومین روز اعتصاب و بیست و چهارمین روز تجمع در مقابل مسجد جزایری، پایگاه نماینده ولی فقیه در خوزستان، مانند روز قبل به صورت کفن‌پوش تجمع کردند.
کارگران در روز شنبه ۲۴ آذر برای روز سی و ششم دست به برپایی اعتصاب سراسری زدند. آن‌ها پیش از آن به مسئولان شرکتی و دولتی تا همین روز اولتیماتوم داده بودند تا مشکلات آن‌ها را حل کنند. کریم سیاحی یکی از نمایندگان کارگران روز شنبه در جمع همکارانش سخنرانی کرد. او از «از اهمیت اتحاد کارگران برای تحقق خواسته‌هایشان» سخن گفت.
اعتراض کارگران فولاد اهواز در روز یکشنبه ۲۵ آذر ۱۳۹۷ ادامه یافت. این سی و هفتمین روز اعتصاب کارگران معترض گروه ملی فولاد اهواز بود. این اعتراض با حضور گسترده نیروهای ضد شورش یگان ویژه ناجا روبرو شد. این نیروهای امنیتی از آن دسته از معترضانی که قصد حرکت به سمت مسجد جزایری، دفتر امام جمعه و نماینده ولی فقیه در اهواز را داشتند، جلوگیری به‌عمل آورد. این عمل نیروهای یگان ویژه نیروی انتظامی خشم و اعتراض کارگران را به دنبال داشت. این کارگران در مرکز شهر اهواز (خیابان نادری) تجمع کردند. آن‌ها به مسئولان دولتی هشدار دادند که اگر به مشکلات آن‌ها رسیدگی نکنند، تظاهراتشان را گسترده‌تر خواهند کرد. عبدالله درویشی، یکی از کارگران معترض در انتقاد به حضور این نیروها گفت: «ما نه تروریستیم، نه داعشیم، نه به جایی وصلیم، نه شاخه نظامی هستیم که جلومان صف کشیده‌اید.» این کارگران مقامات دولتی و شرکتی را تهدید کردند که در صورت عدم پاسخ‌دهی مناسب نسبت به خواسته‌هایشان، اعتراضات خود را به تهران نیز خواهند کشاند. طارق خلفی از دیگر نمایندگان کارگران معترض خطاب به نیروهای ضد شورش گفت:
دیروز و امروز صفوف خود را در مقابل کارگر در مقابل حق‌طلبانی که بیش از ۵ سال است حقشان خورده شده نگه داشتید، صفوف شما باید در مقابل کسانی باشند که خوزستان را به نابودی کشاندند. امروز صفوف شما باید در مقابل مافیایی باشد که کشور را به یغما برده‌است. من کارگر گروه ملی ۵ سال است مقاومت می‌کنم.— طارق خلقی، 
روز دوشنبه ۲۶ آذر کارگران با وجود بازداشت شماری از همکاران خود به خیابان‌ها آمدند. کانال تلگرامی اتحادیه آزاد کارگران ایران با انتشار گزارشی اعلام کرد که کارگران گروه ملی فولاد اهواز در این روز و در سی و هشتمین روز اعتصاب خود در خیابان نادری اهواز تجمع کردند. مأموران امنیتی آن‌ها را محاصره کرده و با این کار تلاش کردند تا آن‌ها را از ادامه اعتراض بازدارند. نیروهای انتظامی – گارد ضد شورش و سپاه و اطلاعات در نقاط مختلف و حساس اهواز مستقر شدند ولی علی‌رغم این کارگران گفتند تا آزادی دستگیرشدگان و رسیدن به خواسته‌هایشان به تظاهرات ادامه می‌دهند. روز ۲۷ آذر تعداد بازداشت شدگان از مرز ۴۱ نفر گذشت. کارگران فولاد اهواز در تظاهرات شعارهای زیر را می‌گفتند: «اهواز شده فلسطین - مردم چرا نشستید»، «اسلام را پله کردند - مردم را ذله کردند»، «دشمن ما همین‌جاست - دروغ می‌گن آمریکاست»، «حسین حسین شعارشون - دزدیا افتخارشون»، «صدای هر کارگر - مرگ بر ستمگر»، «این‌همه بی عدالتی - هرگز ندیده ملتی»، «نصر من الله و فتح قریب - مرگ بر این دولت مردم فریب»، «استثمار، بیکاری، پرچم مایه‌داری»، «مرگ بر مافیا»
در تاریخ ۴ دی ۱۳۹۷ کارگران شرکت فولاد مقابل ساختمان استانداری خوزستان در اهواز تجمع کردند. در این تجمع خانواده کارگران زندانی نیز حضور یافته و با در دست داشتن پلاکاردهایی خواستار آزادی بستگان خودشان شدند. خانواده این بازداشت‌شدگان در روز قبل (۳ دی) نیز دست به به برپایی تجمع در محل این استانداری زدند. روی پلاکاردهای آنان خواسته‌هایی همچون «پدرم را آزاد کنید» و «فرزندم را آزاد کنید» نوشته شده بود.

#### کارگران دیگر شهرهای خوزستان
اعتراضات کارگری در خوزستان پیش از این در تمام هفته‌های آبان ۱۳۹۷ ادامه داشته‌است. جدای از اعتراضات کارگران شرکت‌های گروه ملی فولاد و شرکت نیشکر هفت‌تپه، کارگران پالایشگاه‌ها، پتروشیمی‌ها، شهرداری‌ها، از جمله کارگران خوزستانی هستند که اعتراض، تجمع یا اعتصاب کرده‌اند.

#### شادگان
کارگران شهرداری شادگان در صبح روز شنبه ۱۴ مهر ۹۷ صبح دست از کار کشیدند و در برابر در ورودی ساختمان شهرداری دست به تجمع زدند. آن‌ها ۲۳ اردیبهشت نیز در اعتراض به پرداخت‌نشدن ۹ ماه حقوق خود در برابر شهرداری دست به برپایی اعتراض و اعتصاب زدند. کارگران شهرداری‌های استان خوزستان که عموماً با شرکت‌های پیمانکاری قرارداد دارند، در بسیاری از نقاط ایران از جمله شهرهای مختلف استان خوزستان بارها نسبت به عقب‌افتادن حقوق‌شان دست به برپایی اعتراض زده‌اند.

#### آبادان
در تاریخ پنجشنبه ۸ آذر ۱۳۹۷، کارگران شهرداری آبادان برای سومین روز متوالی دست به اعتصاب زدند. آن‌ها در اعتراض عدم پرداخت دستمزدهای معوقه خود در جلوی ساختمان شهرداری تجمع کردند. به گفته این کارگران؛ بیش از ۲ هزار کارگر در مجموعه شهرداری آبادان و سازمان‌های وابسته به آن مشغول کار هستند که پرداخت مطالبات مزدی‌شان از شهریورماه به تأخیر افتاده‌است. در مقابل مسئولان شهرداری آبادان اعلام کردند که به دلیل پرداخت نشدن صورت وضعیت‌های مالی؛ امکان پرداخت به موقع مزد این کارگران را ندارند.
در یکشنبه ۱۸ آذر کارگران شهرداری آبادان دوباره دست به اعتصاب زدند. آن‌ها اینبار دست از کار کشیده و زباله‌های شهری را جمع نکردند. آن‌ها در اعتراض به پرداخت نشدن دستمزدهای معوقه خود اعتراض داشتند. معاون شهرداری آبادان در اینباره گفت که این اعتصاب اعتراض شهروندان آبادانی را در پی داشت. کارگران خدمات شهری شهرداری آبادان از سه تا شش ماه دستمزد پرداخت نشده داشتند. پیش از این آن‌ها در اعتراض به همین وضعیت بارها تجمع و اعتصاب کرده بودند.

#### بندر امام خمینی
در روز یک‌شنبه ۱۱ آذر ۱۳۹۷ کارگران خدمات شهری شهرداری بندر امام خمینی برای چهارمین بار در سال ۱۳۹۷ دست به اعتصاب و اعتراض زدند. این اعتراضات در اعتراض به عدم پرداخت دستمزدهای معوقه کارگران بود. علاوه بر عدم پرداخت حقوق کارگران به وضعیت بیمه و اجرای طرح طبقه‌بندی مشاغل اعتراض خود را ابراز کردند. این اعتراض‌ها در قالب تجمع در مقابل ساختمان شهرداری بود.

#### حمیدیه
در تاریخ ۱۷ آذر ۱۳۹۷ در شهر حمیدیه یک گروه بیست نفره از کارمندان شهرداری آن شهر دست به برپایی تظاهرات زدند. آن‌ها مقابل شهرداری تجمع کردند.

#### بازداشت کارگران
در چهاردهمین روز اعتراض کارگران هفت‌تپه در آبان ۱۳۹۷ نمایندگان این کارگران به همراه شماری دیگر از کارگران بازداشت شدند. شمار این بازداشتی‌ها مجموعاً ۱۹ تن ذکر شده‌است. پس از انتشار ادعاها پیرامون بازداشت اسماعیل بخشی، «نماینده کارگران شرکت نیشکر هفت‌تپه» و دو نفر دیگر، استاندار خوزستان بازداشت چهار نفر را در ارتباط با این اعتراضات تأیید کرد. اگرچه او از این بازداشت شدگان نامی نبرد، اما سندیکای کارگران شرکت نیشکر هفت‌تپه روز یکشنبه ۲۷ آبان، خبر داد که اسماعیل بخشی، از نمایندگان کارگری این واحد صنعتی به همراه مسلم آرمند، یکی دیگر از نمایندگان کارگری و یک خبرنگار زن بازداشت و به اداره امنیت شهرستان شوش منتقل شدند.
علی‌رغم آزادی دیگر کارگران، در تاریخ ۳ آذر گزارش‌ها همچنان حاکی از عدم آزادی اسماعیل بخشی و یک خبرنگار زن بازداشت شده در جریان اعتراضات کارگران نیشکر هفت‌تپه بود. وزارت کار ایران، اتهام بخشی را «امنیتی» خواند، و اعلام کرد که قادر نیست برای آزادی او کاری بکند.
در روز دوشنبه ۲۶ آذر برخی کاربران فضای مجازی اخباری مربوط به بازداشت شماری از کارگران معترض شرکت ملی فولاد اهواز منتشر کردند؛ بنابراین گزارش‌ها، این بازداشت‌ها در شامگاه یکشنبه ۲۵ آذر ۱۳۹۷ صورت پذیرفت. کسری غفوری مدیرعامل گروه ملی فولاد ایران در گفتگویی با خبرگزاری ایلنا این بازداشت‌ها را تأیید کرد. ایلنا اطلاعاتی مبنی بر تعداد این بازداشت‌ها ارائه نداد ولی برخی کاربران در شبکه‌های اجتماعی تعداد کارگران بازداشتی را ۱۵ نفر ذکر کرده‌اند. به گزارش رسانه صدای آمریکا، این بازداشت‌ها با یورش شبانه نیروهای امنیتی به خانه این کارگران انجام گرفت. صدای آمریکا گفت که مشخص نیست که این کارگران به کجا منتقل شدند. این خبرگزاری اسامی ۱۵ تن از کارگران گروه ملی فولاد اهواز را منتشر کرد که در جریان این یورش شبانه بازداشت شدند. بر اساس این گزارش کارگران بازداشتی عبارت‌اند از: میثم علی قنواتی، عیسی مرعی، امین علوانی، مرتضی اکبریان، طارق خلفی، مسعود عفری، جعفر سبحانی، مصطفی عبیات، غریب حویزاوی، حسین داودی، کریم سیاحی، میثم آل مهدی، حامد باصری، حافظ کنعانی، حامد جودکی. بر اساس این گزارش صدای آمریکا ورود نیروهای امنیتی به خانه کارگران بدون ارائه حکم قضائی بوده‌است. مأموران برای بازداشت کارگران بیشتری نیز اقدام کرده بودند اما به دلیل حضور نداشتن آن‌ها، موفق به بازداشت این کارگران نشدند. از سوی دیگر در این خبر گفته شد بسیاری از کارگران به ناچار شب را در خیابان‌های اهواز گذراندند تا مورد بازداشت قرار نگیرند.
ساعاتی بعد در عصر روز دوشنبه ۲۶ آذر اتحادیه آزاد کارگران ایران خبر داد که تعداد بازداشت‌شدگان معترض فولاد اهواز به ۳۱ تن رسیده‌است. کریم سیاحی و طارق خلقی دوتا از کارگران بازداشتی، در جریان اعتراضات ضمن سخنرانی میان همکاران خود از مسئولان شرکتی و دولتی انتقاد کرده بودند. اتحادیه آزاد کارگران اسامی این بازداشت‌شدگان را منتشر کرد. این کارگران بازداشت‌شده عبارت‌اند از: میثم علی قنواتی، عیسی مرعی، امین علوانی، مرتضی اکبریان، طارق خلفی، مسعود عفری، جعفر سبحانی، مصطفی عبیات، غریب حویزاوی، کریم سیاحی، حامد باصری، حافظ کنعانی، حامد جودکی، حسین داودی، کاظم حیدری، یاسر ابراهیمیان، مجید جنادله، کوروش اسماعیلی، علی عقبا، محسن بلوطی، محمد پور حسن، محسن پهباتی، سید حبیب طباطبائی، جاسم رومزی، علی اتمامی، سید علی جواد پور، جواد غلامی، عبدالرضا دستی، سید احمد سید نور، فریبرز شیخ رباط و احسان یوسفی.
در روز سه‌شنبه ۲۷ آذر منابع خبری گزارش دادند که شمار بازداشتی‌های کارگران معترض فولاد اهواز، با بازداشت ۱۰ کارگر دیگر به ۴۱ تن رسیده‌است. براساس برخی گزارش‌ها از فعالان کارگری، بازداشت‌شدگان به زندان مرکزی اهواز منتقل شده‌اند. این مأموران دلیل بازداشت این کارگران معترض را بیان نکرده‌اند.

### اعتصابات کارگران در دیگر استان‌ها

#### مرکزی
در تاریخ ۲۴ اردیبهشت ۱۳۹۷ در شهر اراک در استان مرکزی جمعی از کارگران شرکت هپکو دست به اعتصاب زدند. این کارگران در اعتراض به وضعیت شرکت و تحقق نیافتن مطالبات‌شان در مسیر راه‌آهن شمال - جنوب تجمع کردند. این کارگران به عملکرد سهامدار، وضعیت حال حاضر شرکت و عدم تحقق مطالبات خود معترض بودند. همچنین آن‌ها خواستار پیگیری مسئولان دولتی شدند. پیش از آن تاریخ هم کارگران هپکو اراک پس از واگذاری این کارخانه به بخش خصوصی، بارها به پرداخت‌نشدن به موقع دستمزد خود اعتراض کرده‌اند. آن‌ها خواستار بازگرداندن مالکیت آن شرکت به دولت شده بودند. در این اعتراضات عده‌ای از کارگران بازداشت شده و حکم کیفری علیه آنان صادر شد. منابع کارگری در ایران خبر احضار و تشکیل پرونده برای حدود ۱۰ کارگر معترض هپکوی اراک را تأیید کردند. خبرگزاری هرانا در این رابطه گزارش داد که پرونده این کارگران توسط شعبه ۱۰۶ دادگاه کیفری دو اراک بررسی شده و برای ۱۵ کارگر حکم کیفری صادر شده‌است. اتهامات آن‌ها «اخلال در نظم عمومی از طریق شرکت در تجمعات و تظاهرات غیرقانونی» عنوان شده و حکم یک سال حبس و ۷۴ ضربه شلاق تعزیری برای آن‌ها صادر شده‌است.

#### مازندران
به گزارش خبرگزاری کار ایران (ایلنا)، در تاریخ چهارشنبه ۷ آذر ۱۳۹۷، حدود ۱۷۰ کارگر قراردادی شرکت «تالون»، دریافت مطالبات مزدی سال جاری دست از کار کشیده‌اند. این سومین روز متوالی از اعتصاب آن‌ها بود. شرکت تالون یکی از پیمانکاران پروژه آزادراه تهران - شمال است. کارگران قراردادی این شرکت در تماس با ایلنا گفتند که از روز دوشنبه - ۵ آذرماه - دست از کار کشیده و در مقابل کارگاه مرکزی در منطقه «پل زنگوله» جاده چالوس تجمع کرده‌اند. اعتراض این کارگران به دلیل عدم دریافت ۴ ماه مطالبات مزدی سال جاری و عیدی است.

#### زنجان
روز ۵ آذر ۱۳۹۷ کارگران روغن نباتی جهان زنجان در اعتراض به عدم دریافت حقوق ۱۰ ماه خود در مقابل استانداری زنجان تجمع کردند، آن‌ها همچنین نسبت به بی‌توجهی کارفرمای بخش خصوصی به مطالباتشان معترض بودند.

#### البرز
در تاریخ پنج‌شنبه ۸ آذر ۱۳۹۷ کارگران و کارکنان بیمارستان امام خمینی شهر کرج در استان البرز، برای بیست و هشتمین مرتبه طی دو سال گذشته دست به اعتصاب زدند. آن‌ها در اعتراض به پرداخت نشدن دستمزدها، نامشخص بودن وضعیت مدیریتی و مالکیتی بیمارستان در خیابان‌های مقابل بیمارستان راهپیمایی و تجمع کردند.

#### کاشان
در تاریخ یکشنبه ۱۸ آذر در استان کاشان کارگران نیروگاه سیکل ترکیبی کاشان در اعتراض به پرداخت نشدن چندین ماه از دستمزدهای معوقه خود دست به برپایی اعتصاب زدند.

#### اردبیل
در تاریخ سه‌شنبه ۴ دی ۵۰۰ تن از کارگران مجتمع کشت و صنعت و دامپروری مغان، واقع در شهرستان پارس‌آباد دست به برپایی تجمع اعتراضی زدند. آن‌ها در این روز مقابل ساختمان اداری این شرکت دست به تجمع زدند. این کارگران یک روز پیش از آن (۳ دی) نیز مقابل ساختمان مهمانسرای ویژه این شرکت که محل اقامت مدیران آن است، دست به برپایی تجمع اعتراضی زه بودند. دلیل اعتراض آن‌ها واگذاری این مجتمع به شرکت شیرین‌عسل عنوان شده، که توسط سازمان خصوصی‌سازی انجام گرفت. سازمان خصوصی‌سازی ایران، در ماه آذر این سال، این مجتمع که بیش از ۲ هزار کارگر دارد را به ارزش ۱۷۵۰ میلیارد تومان به شرکت شیرین عسل واگذار کرد. اگرچه پیش از آن، در مهرماه قرارداد این واگذاری به علت «عدم احراز صلاحیت مالک جدید» یک بار توسط دادستانی اردبیل لغو شده بود.

#### بوشهر
روز شنبه ۱۸ اسفند جمعی از کارگران اخراج شده منطقه ویژه عسلویه، اقدام به برگزاری تجمع اعتراضی کرده و خواستار پرداخت حقوق پرداخت نشده‌شان شدند، آن‌ها گفتند ۹ ماه است که حقوق نگرفته‌اند.

## شرح اعتصابات سال ۱۳۹۸

### اراک
کارگران شرکت هپکو اراک برای سه روز متوالی از دوم تا چهارم شهریور دست به برپایی اعتصاب زدند. این کارگران دلیل اعتراض خود را در اعلامیه مربوط به آن عملی نشدن خواسته‌هایشان از جمله راه‌اندازی فرایند تولید و پرداخت حقوق‌های عقب‌افتاده‌شان عنوان کردند. اعتراضات آنها مقابل ساختمان استانداری استان مرکزی بود.
کارگران شرکت صنایع آذرآب اراک، در تاریخ سه‌شنبه ۱۲ شهریور ۱۳۹۸ به دلیل تعویق سه‌ماهه در پرداخت حقوق‌شان دست به برپایی تجمع و راهپیمایی اعتراضی در خیابان‌های این شهر زدند. این تجمع اعتراضی در روز بعد نیز تکرار شد. این کارگران شعارهایی اعتراضی از قبیل «مرگ بر کارگر، درود بر ستمگر»، «یه اختلاس کم بشه، مشکل ما حل میشه» و «مشکل ما حل نشه شهر قیامت میشه» سر داده‌اند.
به گزارش خبرگزاری کار ایران (ایلنا)، دوشنبه ۲۵ شهریور ۱۳۹۸ کارگران شرکت هپکو در اقدامی اعتراضی مسیر راه‌آهن شمال به جنوب را بستند. آنها با ایجاد تجمع بر روی ریل‌های راه‌آهن، مسیر عبور قطار را مسدود کردند. یک هفته پیش از این، وزیر صنعت، معدن و تجارت، مدیر جدیدی برای این شرکت منصوب کرد. با این حال به باور این کارگران معترض، تغییر مدیریت مشکلی آنها را حل نمی‌کند. آنها خواهان روشن شدن وضعیت مالکیت و سهام شرکت هپکو هستند.
کارگران شرکت هپکو در روز سه شنبه ۲۵ شهریور ۱۳۹۸ نیز راه‌آهن شمال به جنوب را مسدود کردند. این اعتراض کارگران هپکو با برخورد مأموران امنیتی گارد ویژه مواجه شد. در رویارویی میان کارگران هپکو و مأموران امنیتی، ۱۵ کارگر زخمی و ۲۸ تن از آنها بازداشت شده‌اند.
شماری از کارگران معترض شرکت صنایع آذرآب اراک، در روز سه‌شنبه ۲۶ شهریور ۱۳۹۸ به نشانه حمایت از کارگران معترض هپکو و با حضور در مقر این کارخانه، دست به برپایی تجمع زدند. آنها با نصب بنر این شرکت و سردادن شعارهای حمایتی، با اعتصاب کارگران هپکو - که از اول شهریور ۱۳۹۸ آغاز شده بود - اعلام همبستگی کردند. به گزارش برخی خبرگزاری‌ها، گروهی از این کارگران که دست به این اقدام زده‌بودند، توسط مقام‌های قضایی تهدید و احضار شدند. همچنین جمعی از کارگران شرکت واگن‌سازی پارس نیز در ظهر روز چهارشنبه ۲۷ شهریور ۱۳۹۸ در حمایت از کارگران معترض هپکو دست به برپایی تجمع زدند. آنها از محل کارخانه هپکو تا بلوار واگن پارس را راهپیمایی کردند.

### قزوین
به گزارش خبرگزاری ایلنا، کارگران کارخانه کنتور سازی قزوین در صبح روز پنج‌شنبه ۲۱ شهریور ۱۳۹۸ برای چندمین بار در سال ۱۳۹۸ دست به برپایی تجمع اعتراضی زدند. آنها مقابل دفتر امام جمعه قزوین تجمع کرده و از این طریق خواستار احقاق حقوق خود شدند. نماینده این کارگران معترض دلیل اعتراض این کارگران را عدم پرداخت حقوق‌های معوقه دو سال ۹۷–۱۳۹۶ و رد نکردن به موقع حق بیمه‌شان عنوان کرده‌است. نماینده این کارگران گفت:
از سال ۸۷ که شرکت خصوصی شد، مشکلات شروع شده؛ از آن تاریخ تا امروز، از ۹۰۰ نفر رسیده‌ایم به ۱۸۰ نفر؛ تعدادی بازنشسته شدند، تعدادی هم با خاتمه قرارداد هرسال بیکار شدند؛ حتی اوضاع تولید هم نامرتب است.— نماینده کارگران کنتور سازی قزوین، ۲۱ شهریور ۱۳۹۸

### خوزستان
کارگران نیشکر هفت‌تپه در مهر ۱۳۹۸ دست به یک هفته اعتصاب مداوم زدند. دلیل این اعتصاب اخراج ۲۱ تن از کارگران این شرکت عنوان شده‌است. همچنین این کارگران خواستار آزادی اسماعیل بخشی شدند. این کارگران پیشتر در دادگاه‌های جمهوری اسلامی به زندان و شلاق محکوم شدند. از جمله این کارگران، محمد خنیفر است که به شش سال زندان محکوم شد. در پی این اعتصاب، کانال تلگرامی سندیکای کارگران کشت و صنعت نیشکر هفت‌تپه از احضار هشت کارگر به پلیس امنیت و گرفتن تعهد از آنها به جهت عدم شرکت در این اعتصاب خبر داد.

## شعارها
در اعتراضات ۳ آذر کارگران گروه ملی فولاد اهواز شعارهایی علیه دولت سر دادند. طبق ویدئوهای منتشر شده در شبکه‌های اجتماعی، کارگران گروه ملی فولاد اهواز در تجمع اعتراضی خود شعارهایی همچون: «دولت، مافیا، پیوندتان مبارک»، «همشهری باغیرت حمایت حمایت» و «ما کارگران فولاد، علیه ظلم و بیداد می‌جنگیم می‌جنگیم» را فریاد زدند.
در اعتراضات تاریخ ۱۱ آذر ۱۳۹۷ در اهواز کارگران به همراه جمعی از دیگر شهروندان و دانشجویان شعارهایی اعتراضی سر دادند. همچنین کارگران معترض فولاد اهواز شنبه ۱۰ آذر هم با شعارهایی مانند «اسلامو پله کردین، مردمو ذله کردین» در خیابان‌های اهواز راهپیمایی کرده بودند.

### فهرست اجمالی شعارها
- رو به میهن، پشت به دشمن (بی‌بی‌سی فارسی)[۶۴]
- تورم، گرانی، پاسخ بده روحانی (بی‌بی‌سی فارسی)[۶۴]
- خاشقجی رو رها کن، فکری به حال ما کن (بی‌بی‌سی فارسی)[۶۴]
- صداوسیمای مِیلی نمی‌خواهیم (عصر ایران)[۶۳]
- مسئول بی‌لیاقت نمی‌خواهیم (عصر ایران)[۶۳]
- این همه لشکر اومده، جونش دیگه سر اومده (عصر ایران)[۶۳]
- نماینده مجلس، استعفا استعفا (عصر ایران)[۶۳]
- سرمایه‌دار شیاد، نمی‌کنیم اعتماد (عصر ایران)[۶۳]
- وعده دروغ نمی‌خوایم، ما حقمون رو می‌خوایم (عصر ایران)[۶۳]
- عزا عزا است امروز/ کارگر بیچاره صاحب عزا است امروز (رادیو زمانه)[۶۵]
- مرگ بر ستمگر/ درود بر کارگر (رادیو زمانه)[۶۵]
- این همه لشکر آمده/ به عشق کارگر آمده (رادیو زمانه)[۶۵]
- کارگر می‌میرد/ ذلت نمی‌پذیرد (رادیو زمانه)[۶۵]
- دولت، مُختَلِس/پیوندتان مبارک (رادیو زمانه)[۶۷]
- ما کارگرهای فولاد، علیه ظلم و بیداد، می‌جنگیم، می‌جنگیم (بی‌بی‌سی فارسی)[۶۹]
- دولت، مافیا، پیوندتان مبارک (یورونیوز فارسی)[۷۰]
- همشهری باغیرت حمایت حمایت (بی‌بی‌سی فارسی)[۸۲]
- اسلامو پله کردین، مردمو ذله کردین (رادیو زمانه)[۱۵]
- کارگر هفت‌تپه آزاد باید گردد (رادیو زمانه)[۱۵]
- گرانی، تورم سزای رأی مردم (رادیو زمانه)[۱۵]
- من کاوه آهنگرم، تاب ستم نیاورم (رادیو زمانه)[۱۵]
- سوریه رو رها کن/فکری به حال ما کن (رادیو زمانه)[۱۵]

## واکنش‌ها

### حامیان
- رضا پهلوی، ولیعهد پیشین ایران، یک روز پیش از اعتصابات ۱۶ مهرماه و پس از انتشار فراخوان‌های متعدد، در صفحه توئیتر رسمی خود از این اعتصابات سراسری حمایت کرد.[۱۲۲] پس از وقوع اعتصاب و تحصن سراسری معلمان در ایران، رضا پهلوی رسماً از این اعتصابات حمایت کرده و خواستار پیوستن دیگر قشرها جامعه به معلمان شد.[۱۲۳]
- شورای هماهنگی تشکلهای صنفی فرهنگیان ایران، که خود از رهبران اصلی اعتصاب سراسری معلمان بوده و پیشتر فراخوان‌های متعددی برای برگزاری این اعتصابات منتشر کرده بود، بارها حمایت خود را از این اعتصاب سراسری نشان داد.[۱۲۳]
- گروهی از دانشجویان دانشکده علوم اجتماعی دانشگاه تهران، نیز در حمایت از اعتصاب معلمان دست به تجمع زدند.[۵۳]
- در چند شهر، از جمله اهواز، لنگرود و قشم دانش‌آموزان نیز در روز دوم اعتصاب سراسری معلمان از آموزگاران خود حمایت کردند.[۴۶]
- نرگس محمدی فعال حقوق بشر و زندانی سیاسی، از فراخوان برای اعتصاب معلمان در روزهای ۲۲ و ۲۳ آبان حمایت کرد. او که دوران محکومیت خود را در زندان می‌گذراند، حمایت خود را از درون زندان ابراز کرد. فراخوان این تحصن از سوی شورای هماهنگی تشکل‌های صنفی فرهنگیان ایران صادر شده‌است. این شورا دوشنبه ۲۱ آبان (۱۲ نوامبر) طی بیانیه‌ای اعلام کرد که در روزهای سه‌شنبه و چهارشنبه آینده (۲۲ و ۲۳ آبان) بار دیگر معلمان ایران دست به «تحصن» خواهند زد.[۱۲۴]
- ۱۵۳ نماینده مجلس در نامه ای به رئیس‌جمهور، خواستار حمایت جدی دولت از کامیون‌داران شدند.[۱۲۵]
- اتحادیه کارگران شرکت واحد اتوبوسرانی تهران و حومه روز سه‌شنبه ۲۹ آبان ۱۳۹۷ در بیانیه‌ای بازداشت کارگران شرکت نیشکر هفت‌تپه را محکوم کرد. پیش از این نیز معلمان، بازاریان و دانشجویان بازداشت کارگران را محکوم و از تجمعات معترضان شرکت نیشکر هفت تپه حمایت کرده بودند.[۱۲۶]
- جمعی از دانشجویان دانشگاه تهران در روز دوشنبه ۲۸ آبان ۱۳۹۷ با در دست داشتن پلاکاردهایی اعتراض خود را به بازداشت کارگران شرکت نیشکر هفت تپه اعلام کردند.[۱۲۷]
- جمعی از وکلای دادگستری در ایران ۳۰ آبان با انتشار بیانیه‌ای از «حق اعتراض کارگران» پشتیبانی کرده‌اند. آن‌ها گفته‌اند: «ما وکلای دادگستری ایران، هر نوع فشار، تهدید و بازداشت کارگران و نمایندگان متحصن آنها را غیرقانونی دانسته و محکوم می‌کنیم.» در این بیانیه، که در ایسنا منتشر شده، وکلای دادگستری ضمن اعلام آمادگی برای پذیرش وکالت کارگران، خواهان رسیدگی فوری به خواسته‌های کارگران و «ابطال واگذاری غیرقانونی» شرکت نیشکر هفت‌تپه به بخش خصوصی شده‌اند.[۶۹]
- در تاریخ ۲۰ آذر ۱۳۹۷ جمعی از کارگران اهل تهران در روبروی ساختمان مجلس شورای اسلامی واقع در میدان بهارستان به نشانه حمایت از اعتراضات کارگران خوزستان دست به برپایی تجمع زدند. تجمع‌کنندگان خواستار آزادی کارگران بازداشت‌شده شدند.[۸۶]
- محمود صادقی نماینده و عضو کمیسیون آموزش و تحقیقات مجلس شورای اسلامی، در تاریخ ۹ آذر به بازداشت اسماعیل بخشی واکنش نشان داد. او ضمن اشاره به اصل ۲۷ قانون اساسی جمهوری اسلامی - مبنی بر آزادی تظاهرات بدون حمل سلاح - خواستار آزادی این زندانی شد. صادقی تجمعات را حق قانونی کارگران دانست و خواستار پرهیز حکومت از «برخورد امنیتی» با معترضان شد.[۱۲۸]
- شیرین عبادی فعال حقوق بشر و برنده جایزه صلح نوبل نسبت به بازداشت اسماعیل بخشی و سپیده قلیان واکنش نشان داد. او در تاریخ ۱۹ آذر ۱۳۹۷ در قالب یک نامه از جاوید رحمان گزارشگر ویژه سازمان ملل در امور ایران، از او خواست که موجبات آزادی زندانیان نامبرده را فراهم آورد. به گزارش وب‌سایت کانون مدافعان حقوق بشر، عبادی در این نامه با اشاره به اعتراض‌های کارگران نیشکر هفت‌تپه در هفته‌های اخیر و بازداشت اسماعیل بخشی و سپیده قلیان، نوشت: «با استفاده از کلیه امکانات موجود نسبت به آزادی کارگران زندانی و فراهم نمودن امکانات درمانی برای افراد نامبرده اقدام فرمایید.»[۱۲۹]

### مخالفان
- احمد علم‌الهدی نماینده ولی‌فقیه در استان خراسان‌رضوی و امام جمعه وقت مشهد، در مقام مخالفت با اعتصاب سراسری کامیونداران برآمده و اظهار داشت که اعتصاب کامیونداران خلاف اقتصاد مقاومتی است و کامیونداران «نباید از نظام مطالبه کنند» یا «ستون خیمه نظام» را مورد هدف قرار دهند.[۱۳۰]
- سید محمد بطحایی، وزیر وقت آموزش و پرورش جمهوری اسلامی ایران، در پاسخ به اعتصابات سراسری معلمان در ایران، این اعتصاب‌ها را «دور از انصاف» خوانده‌است.[۵۳]
- صادق آملی لاریجانی، رئیس قوه قضائیه ایران دوشنبه ۵ آذر در جلسه مسئولان عالی قضایی به اعتراضات کارگران در خوزستان واکنش نشان داد. او ادعا کرد که برخی که او آن‌ها را «دشمن» خواند با ایجاد «اغتشاش» قصد «استفاده ابزاری» از مطالبات کارگران را دارند. او گفت: «این‌که عده‌ای این مطالبات را بخواهند و عده‌ای بهانه کنند و نظم و انتظام کشور را به هم بریزند، قابل قبول نیست». لاریجانی همچنین اعلام کرد که با «برهم زنندگان نظم» برخورد خواهد شد. رسانه رادیو زمانه سخنان او را «تهدید» کارگران تعبیر کرد. با این حال، کارگران نیشکر هفت‌تپه در شوش و کارگران گروه ملی صنعتی فولاد ایران در اهواز روز دوشنبه ۵ آذر به اعتراضات خود ادامه دادند.[۸۳]
- وزارت کار و امور اجتماعی ایران در تاریخ ۳ آذر در خصوص آزاد نشدن اسماعیل بخشی نماینده معترضان، گفت که برای آزادی او کاری نمی‌تواند بکند. کریم یاوری مدیرکل حمایت از مشاغل و بیمه بیکاری این نهاد اعلام کرد که اتهامات بخشی «امنیتی» است. مقام‌های وزارت کار ایران مدعی پایان یافتن اعتراض‌های کارکنان این شرکت شدند، اما اخبار ارسالی حاکی از آن بود که این اعتراض‌ها همچنان ادامه یافتند.[۹۸]
- وزارت کار و امور اجتماعی ایران در تاریخ ۳ آذر در خصوص آزاد نشدن اسماعیل بخشی نماینده معترضان، گفت که برای آزادی او کاری نمی‌تواند بکند. کریم یاوری مدیرکل حمایت از مشاغل و بیمه بیکاری این نهاد اعلام کرد که اتهامات بخشی «امنیتی» است. مقام‌های وزارت کار ایران مدعی پایان یافتن اعتراض‌های کارکنان این شرکت شدند، اما اخبار ارسالی حاکی از آن بود که این اعتراض‌ها همچنان ادامه یافتند.[۹۸]
- اداره اطلاعات شهر اهواز وابسته به وزارت اطلاعات جمهوری اسلامی ایران در تاریخ ۱۸ آذر با احضار تعدادی از کارگران شرکت ملی فولاد اهواز آنان را به برخورد امنیتی تهدید کرد. این نهاد به این کارگران گفت اگر این اعتراضات پایان نیابد «به شکلی دیگر با آنان برخورد می‌شود».[۱۶]
- غلامرضا شریعتی، استاندار خوزستان روز سه‌شنبه ۲۷ آذر در میان کارگران معترض شرکت ملی فولاد اهواز حاضر شد. شریعتی از کارگران خواست تا به اعتصاب خودشان پایان داده و تولید را از سر گیرند. این سخنان شریعتی اعتراض کارگران مواجه شد.[۸][۹]

### رسانه‌ها
به گزارش رسانه رادیو زمانه، همه رسانه‌های وابسته به نظام جمهوری اسلامی ایران، در برابر اعتصاب سراسری معلمان و بازداشت آن‌ها سکوت کردند. همچنین به گزارش رسانه کیهان لندن، رسانه‌های هوادار حکومت در ایران، از جناح‌های سیاسی اصلی اصلاح‌طلب تا اصولگرا، اخبار مربوط به تحصن و تجمع معلمان را پوشش نداده و سکوت اختیار کردند.

### واکنش‌های بین‌المللی

#### کشورها
- وزارت امور خارجه آمریکا، از «حق اعتصاب» ایرانیان پشتیبانی کرد. این نهاد ضمن انتقاد از آنچه که «بی‌توجهی حکومت ایران به نیازهای مردم این کشور» خواند، از «حق مردم ایران برای ابراز خواسته‌هایشان» حمایت کرده‌است. هدر ناوئرت سخنگوی وزارت خارجه آمریکا، در طی یک توئیت ضمن اشاره به اعتصابات سراسری صورت گرفته در ایران، در تاریخ ۲۴ مهر ۱۳۹۷ در صفحه توئیتر رسمی خود گفت: «این اعتصابات پیامی برای رژیم دربردارد: هدر دادن ثروت ایران در خارج را متوقف و رسیدگی به نیازهای مردم خود را آغاز کنید.»[۱۳۱]
- رابرت پالدینو، معاون سخنگوی وزارت امور خارجه آمریکا روز دوشنبه ۲۶ آذرماه نسبت به بازداشت کارگران معترض شرکت ملی فولاد اهواز توسط نیروهای امنیتی ایران واکنش نشان داد. او ضمن انتقاد از این بازداشت‌ها در صفحه توئیتر رسمی خود تصریح کرده‌است: «ایالات متحده از خواسته‌های به حق آنها حمایت می‌کند. ایرانیان شایسته آنند که در آرامش و با عزت زندگی کنند.»[۱۳۲]

#### سازمان‌ها
- سازمان دیدبان حقوق بشر روز پنجشنبه اول آذر برابر با ۲۲ نوامبر با انتشار بیانیه‌ای اعلام کرد که مقام‌های جمهوری اسلامی در هفته‌های پیش از این به برخورد با فعالان کارگری و معلمان به خاطر حرکت‌های مسالمت‌آمیز اعتراضی و سازماندهی این اعتراضات شدت بخشیده‌اند. دیده‌بان حقوق بشر در اطلاعیه خود به‌خصوص به اعتصاب سراسری معلمان در شهرهای مختلف ایران و نیز تجمع اعتراضات کارگران شرکت نیشکر هفت‌تپه در آبان اشاره کرده‌است. مایکل پیج، معاون مدیر بخش خاورمیانه و شمال آفریقای دیده‌بان حقوق بشر، در همین رابطه گفت: «مقام‌های ایران معلمان و فعالان کارگری را به خاطر درخواست بحق افزایش دستمزد و اعتراض‌های مسالمت‌آمیزی که جزو حقوق اولیه کارگران است مجازات می‌کنند.»[۱۳۳]
- کنفدراسیون بین‌المللی اتحادیه‌های کارگری مستقر در کپنهاگ دانمارک، در تاریخ ۱۶ آذر همزمان با روز دانشجو با کارگران و دانشجویان ایرانی اعلام همبستگی کرد. همزمان با اعتراضات کارگری و دانشجویی در ایران، این نهاد با صدور یک قطعنامه فوری از این اعتراضات حمایت کرد. این کنفدراسیون کارگری، در چهارمین کنگره خود که روز جمعه ۱۶ آذرماه برگزار شده‌است، همبستگی خود را با اعتراضات کارگری و دانشجویی اعلام کرد. این قطعنامه که توسط اعضای این نهاد به تصویب رسیده‌است به موجی از اعتصابات و تظاهرات اعتراضی در یک ماه پیش از این در ایران اشاره دارد. این کنفدراسیون نماینده بیش از ۲۰۷ میلیون کارگر از ۱۶۳ کشور است.[۱۳۴]
- جمعی از فعالان کارگری و سندیکایی در بیش از ۸۰ سندیکا و تشکل کارگری از کشورهای گوناگون جهان، در نامه‌ای سرگشاده به علی خامنه‌ای، رهبر جمهوری اسلامی ایران، خواهان آزادی فوری اسماعیل بخشی و دو زندانی دیگر شدند. آن‌ها در این نامه خواستار آزادی بی قید و شرط فعالان کارگری و مدنی زندانی در ایران شدند. این سندیکاها از حکومت ایران خواستند تا دست از - به گفته آن‌ها - «آزار و اذیت» و «سرکوب» سندیکالیست‌ها بردارد. امضاکنندگان این نامه از سندیکاهای مستقر در کشورهای مختلف اعم از فرانسه، ایتالیا، برزیل، اسپانیا، اندونزی، هائیتی، سنگال، مصر، پاراگوئه و فلسطین بودند.[۱۳۵]
- فدراسیون بین‌المللی کارگران حمل و نقل (ITF) که نماینده بیش از ۱۹ میلیون کارگر صنعت حمل و نقل از ۱۴۰ کشور جهان است، بار دیگر در ۱۰ مهر ۱۳۹۷ از اعتصاب کامیون داران ایران در مهر ماه حمایت کرد.[۱۳۶] این فدراسیون همزمان با دستگیری ۱۸۰ نفر در ارتباط با اعتصاب کامیون‌داران طی بیانیه‌ای نگرانی عمیق خود را از بازداشت و دستگیری‌ها اعلام کرده‌است. رئیس بخش حمل و نقل زمینی فدراسیون جهانی کارگران حمل و نقل، نوئل کورد، حمایت فدراسیون و تمامی اعضای آن از مبارزه کامیون‌داران برای دفاع از حقوق صنفی‌شان را اعلام و نگرانی خود را از تهدیدهای مقامات قضایی به‌شدت ابراز داشت.[۱۳۷]
- سندیکای رانندگان دانمارک که دارای ۵۰ هزار عضو است، در بیانیه ای حمایت خود را از اعتصاب کامیون‌داران در ایران ابراز و با آن‌ها اعلام همبستگی کرد.[۱۳۸]
- اتحادیه حمل و نقل آمریکا و کانادا، همبستگی خود را از اعتصاب کامیون‌داران در بیش از ۲۹۰ شهر و ۳۱ استان ایران ابراز داشت و نگرانی خود را از وضعیت کامیون‌داران در ایران و به رسمیت نشناختن کامیون‌داران از تشکیل اتحادیه‌های صنفی توسط حکومت ایران طی نامه‌ای به دفتر حفاظت منافع ایران در آن کشور اعلام کرد. این اتحادیه خواهان به رسمیت شناختن حقوق بین‌المللی آن‌ها در زمینه تشکل‌یابی، تجمع و آزادی بیان از طرف حکومت ایران شد.[۱۳۷]
- استیو کاتن، دبیرکل فدراسیون جهانی کارگران حمل و نقل(ITF)، در بیانیه ای از مقامات جمهوری اسلامی خواست که خواسته‌های کامیون‌داران را بشنوند. وی تهدید مقامات قضائی ایران از جمله سرپرست دادستان قزوین که گفته بود: «ما اشد مجازات را برای آنان تقاضا خواهیم کرد و اگر محاربه آنها محرز شود احکام سنگینی همچون اعدام در انتظار آنها خواهد بود.» را «غیرقابل تصور»، «غیرانسانی» و «غیر منصفانه» خواند و خواستار مداخله سازمان بین‌المللی کار در این باره شد. وی تأکید کرد که این موضوع راه حل اقتصادی دارد، و با تهدید به اعدام قابل حل نیست.[۱۳۹]

### شبکه‌های اجتماعی
پیش از وقوع اعتصاب سراسری بازاریان در مهرماه، فراخوان‌هایی در شبکه‌های اجتماعی برای دعوت مردم به برگزاری اعتصاب سراسری بازاریان در ایران در اعتراض به گرانی در روز دوشنبه ۱۶ مهر، منتشر شده بود. طی چند روز پیش از وقوع اعتصابات ۱۶ مهرماه ۱۳۹۷ فراخوان‌هایی برای پیوستن به اعتصاب سراسری در شبکه اجتماعی دست به دست شد. شبکه‌های اجتماعی با انتشار تصاویری از آغاز اعتصاب سراسری در ایران به ویژه بازاریان خبر دادند. وبسایت فارسی، رسانه یورونیوز اظهار کرد که دعوت به اعتصاب در روز دوشنبه ۱۶ مهر، در چندین روز پیش از آن در شبکه‌های اجتماعی تبلیغ شده‌است و کاربران با هشتگ «اعتصاب ۱۶ مهر» خواستار گسترش اعتصاب شده بودند.
در اعتصاب سراسری معلمان در مهر، در شبکه‌های اجتماعی پیام‌ها و تصاویر متعددی با هشتگ #اعتصاب_سراسری_معلمان و #تحصن_سراسری_معلمان در حمایت از اعتراض معلمان منتشر شده بود و عکس‌های پرشماری نیز از معلمان در اعتصاب در کانال‌های تلگرامی مرتبط منتشر شد. همزمان کانال شورای هماهنگی تشکل‌های صنفی فرهنگیان نیز در پستی از اقدام ناموفق «نیروهای امنیتی» برای در اختیار گرفتن مدیریت گروه (تلگرامی) تحصن سراسری مهرماه معلمان خبر داده‌اند و گفته‌اند مدیریت یک گروه دیگر به نام چالش تحصن معلمان ایران به دست این «نیروهای امنیتی» افتاده‌است.
لیلا زوری، که در ایران چندین سال معلم بوده و در حال حاضر در آلمان زندگی می‌کند، در مصاحبه‌ای با دویچه وله در مورد تفاوت اعتصاب سراسری معلمان در سال ۱۳۹۷ با سال‌های پیشین گفت: «معلمان قبلاً هر سال اعتراض کرده‌اند ولی امسال تحصن فرهنگیان از چند نظر با سال پیش یا سال‌های قبل از آن تفاوت دارد. اول اینکه تعداد معلمانی که در تحصن‌ها شرکت کردند بیشتر است و این اعتراضات جنبه همگانی و سراسری پیدا کرده، دوم اینکه معلمان موفق شدند از شبکه‌های اجتماعی برای رساتر کردن صداهای خود و طرح خواسته‌هایشان بهتر استفاده کنند. اما از همه مهم‌تر این است که تحصن همگانی معلمان همراه بوده با اعتراض‌های کامیون‌داران. به همین خاطر معلمان ایرانی امیدوارند به‌جای فشار و دستگیری این بار صدای آنها شنیده شود.»

## حاشیه‌ها

### خودسوزی کارگران
در تاریخ ۲۸ مرداد ۱۳۹۷ جمعی از کارگران شرکت نیشکر هفت‌تپه دست به اعتراض زدند. برخی از این کارگران در مقام اعتراض دست به خودسوزی جمعی زدند. با این وجود دیگر کارگران مانع از خودسوزی همکاران خود شدند. یگان‌های ویژه پلیس ضد شورش به درخواست مدیر مجتمع خوراک دام این شرکت، با گاز اشک‌آور و باتون به کارگران حمله و پنج تن از آن‌ها را دستگیر کردند.

### ساخت فیلم مستند
اتحادیه آزاد کارگران ایران روز چهارشنبه ۲۱ آذر (۳۳امین روز اعتصاب) خبر داد که جعفر پناهی، کارگردان ایرانی، به اهواز رفته‌است تا یک فیلم مستند از اعتراض کارگران گروه ملی صنعتی فولاد ایران بسازد. این تشکل کارگری تصویری از پناهی نیز منتشر کرده که در حال گرفتن فیلم از اعتراض این کارگران است. این تصویر نشان می‌دهد که پناهی در میان معترضان حضور یافته و در حال فیلمبرداری از این اعتراضات بوده‌است. همچنین در این‌باره، پناهی فیلمی از سخنرانی کریم سیاحی، از کارگران گروه ملی صنعتی فولاد ایران در صفحه اینستاگرام خود تحت عنوان «امروز با کارگران فولاد در اهواز» منتشر کرده‌است.

### کنسرت مهدی یراحی
مهدی یراحی در کنسرت هفته اول دی‌ماه ۱۳۹۷ خود به نشانه حمایت از اعتراضات کارگران فولاد اهواز با یونیفورم سازمانی این شرکت به روی صحنه رفت. چند روز بعد از موزیک ویدئوی تک‌آهنگ جدیدش تحت عنوان «پاره سنگ» انتشار یافت. پاره سنگ، یک اثر ضد جنگ و سیاسی-اجتماعی است که به مشکلات جنگ ایران و عراق می‌پردازد. بلافاصله پس از انتشار، نحوه اجرای این کلیپ مخالفت‌ها و انتقاداتی را برانگیخت. مخالفان ادعا کردند که این ویدئو مغایر با مفاد مجوزی است که یراحی برای انتشار آهنگش دریافت کرده بود. در پی انتشار این کلیپ زمزمه‌های ممنوع‌الکاری یراحی توسط وزارت ارشاد شنیده شد و گفته شد که او موقتاً نمی‌تواند به صحنه برود. در مقابل برخی دیگر معتقدند که واکنش‌های منفی به این کلیپ پیش از آنکه به نفس این کلیپ مربوط باشد، به کنسرت یراحی در همبستگی با کارگران گره می‌خورد. مهدی یراحی در کنسرت دیگری در تاریخ جمعه ۱۴ دی ۱۳۹۷ در واکنش به اخبار ممنوع‌الکاری‌اش توضیحاتی را ارائه کرد. او در این توضیحاتش اظهار کرد روز چهارشنبه از دفتر موسیقی وزارت ارشاد با او تماس گرفته و گفتند که تا اطلاع ثانوی ممنوع‌الکار است. در این رابطه یراحی ادعا کرد که «کار اشتباهی» نکرده‌است که بخاطر آن مشمول ممنوعیت شود. او افزود خودش هنوز نمی‌داند که آیا ممنوع‌الکار است یا نه.

### مرد میدان ساحل کیش
مرد میدان ساحل یا مرد کفن‌پوش جزیره کیش عنوانی است که به مرد کفن‌پوشی گفته می‌شود که در روز سه‌شنبه ۲۷ آذر ۱۳۹۷ در میدان ساحل جزیره کیش دست به برپایی اعتراضی انفرادی زد. ویدئوهایی از اعتراض و بازداشت او در شبکه‌های اجتماعی بازنشر شد که احساسات عمومی را برانگیخت.
این مرد که پارچه سفیدی پوشیده از شعار بر تن داشت، شعار حمایتی به نفع کارگران زندانی اهل ایران سر می‌داد. او دیواره‌های این میدان را به شعار جاوید شاه منقش کرده بود. سرانجام علی‌رغم مقاومت در برابر پلیس و شعارهای حمایتی مردم توسط نیروی انتظامی بازداشت شد.

### شکنجه اسماعیل بخشی و سپیده قلیان
در تاریخ ۸ آذر ۱۳۹۷ برخی منابع خبری گزارش دادند که بخشی مورد شکنجه قرار گرفته‌است. بلافاصله پس از آزادی‌بخشی، اخباری دربارهٔ جزئیات مربوط به شکنجه او در توئیتر منتشر شد. شاهد علوی، روزنامه‌نگار در این رابطه مصاحبه‌ای با یکی از بستگان بخشی انجام داد و فایل صوتی آن را در فضای مجازی منتشر کرد. در این مصاحبه از قول این خویشاوند ادعا می‌شود که بخشی هدف عمل شکنجه به وسیله ضرب و شتم شدید بوده‌است. بر اساس این گفته‌ها این ضرب و شتم‌ها با باتوم صورت گرفت و بخشی از ناحیه بیضه‌گاه دچار ضرب‌دیدگی شد؛ به شکلی که به سختی قادر به نشستن بود. این روزنامه‌نگار افزود که در زندان به او داروهای آرام بخش و اعصاب تجویز و تزریق می‌شده که منجر به تهوم‌زایی می‌شوند.
اسماعیل بخشی روز جمعه ۱۴ دی‌ماه ۱۳۹۷ با انتشار یادداشتی در صفحهٔ شخصی اینستاگرامش، ضمن تأیید شکنجه‌اش در زندان، سید محمود علوی وزیر اطلاعات ایران را به مناظره‌ای در یک برنامهٔ تلویزیونی در مورد شکنجه زندانیان در زندان‌ها دعوت کرد.

بخشی در این یادداشت از شنود تلفنی خود و خانواده‌اش توسط نهادهای امنیتی خبر داد. او در بخش اول این نوشته به شکنجه‌های شدید جسمی و روانی خودش و سپیده قلیان در روزهای اول بازداشت اشاره کرده‌است:
در روزهای اول بدون دلیل یا هیچ حرفی تا سر حد مرگ مرا شکنجه و زیر مشت و لگد گرفتند که تا ۷۲ ساعت در سلولم از جایم نمی‌توانستم تکان بخورم و آنقدر زده بودند که حتی از تاب درد خوابیدن هم برایم زجز آور بود و امروز پس از گذشت تقریباً دوماه از آن روز سخت در دنده‌های شکسته‌ام، کلیه‌ها، گوش چپم و بیضه‌هایم احساس درد می‌کنم. جالب اینکه شکنجه‌گران خود را سرباز گمنام امام زمان می‌نامیدند اما به بنده و خانم قلیان انواع اقسام فحش‌های رکیک جنسی می‌دادند و ایشان راهم کتک می‌زدند.— اسماعیل بخشی، در صفحه اینستاگرامش

#### واکنش‌ها به خبر شکنجه
جمعی از وکلای دادگستری اهل ایران، در تاریخ ۸ آذر ۱۳۹۷ و پس از انتشار اخبار مربوط به شکنجه اسماعیل بخشی در بیانیه‌ای این اقدام را محکوم کردند. آن‌ها در متن این بیانیه به قوانینی همچون اصول هشتم، بیست‌ودوم، سی‌وچهارم، سی‌وهفتم و سی‌وهشتم قانون اساسی جمهوری اسلامی ایران، ماده‌های ۱۶۹ و ۵۷۸ قانون مجازات اسلامی، ماده ۳۵ قانون مجازات نیروهای مسلح، ماده ۵ اعلامیه جهانی حقوق بشر، کنوانسیون‌های چهارگانه ژنو ۱۹۶۶ و ۱۹۷۳ و ماده یک کنوانسیون منع شکنجه سال ۱۹۸۴ استناد کردند. این وکلای دادگستری با استناد به این قوانین ملی و بین‌المللی خواستار حفظ حقوق انسانی بازداشت‌شدگان از جمله اسماعیل بخشی و منع هرگونه شکنجه شدند. همچنین این وکلا در متن این بیانیه اعتراض کارگران هفت تپه را «مشروع و قانونی» خواندند.
در این تاریخ خبرگزاری کار ایران-ایلنا (وابسته به دولت) نیز تأیید کرد که اسماعیل بخشی «در اثر ضربه» به بیمارستان منتقل شده‌است. با این وجود، در روز ۸ آذر استاندار و مقامات قضائی خوزستان خبر شکنجه اسماعیل بخشی را به شدت تکذیب کردند. استاندار خوزستان مدعی شد که بخشی در سلامت کامل به سر می‌برد.
همچنین در این روز، رئیس دادگستری شوش، جعفری چگینی نیز این خبر را تکذیب کرد و مدعی شد بخشی در سلامت کامل است. او خبر شکنجه بخشی را خبری «کذب» خواند که توسط به گفته او «رسانه‌های معاند» منتشر شده‌اند. او ضمن تکذیب این خبر، رسانه بی‌بی‌سی فارسی (که این خبر را منتشر کرده بود) را «بنگاه دروغ‌پراکنی» خوانده و تجمعی که بخشی در آن دستگیر شده بود را نیز «غیرقانونی» نامید.
اندکی پس از تکذیب خبر شکنجه توسط مقامات خوزستان، سندیکای کارگران نیشکر هفت تپه، در کانال تلگرامی خود تکذیب این خبر را ناشی از «بی اطلاعی» مقامات از وضعیت اسماعیل بخشی یا احتمال «وجود انگیزه‌های دیگر» دانست. همچنین این سندیکا بر اساس آنچه «اخبار موثق واصله» خواند، خبر داد که «ضربات زیادی» به صورت بخشی وارد شده‌است.
در مقابل سندیکای کارگران شرکت واحد اتوبوسرانی تهران و حومه در طی صدور یک اطلاعیه خبر شکنجه بخشی را «موثق» خواند و آن را محکوم کرد. این سندیکای کارگری در این اطلاعیه از مقامات خواستار آزادی اسماعیل بخشی و منع هر نوع شکنجه او شد. این نهاد کارگری، در این اطلاعیه خود ضمن اینکه اعتصاب و اعتراض کارگران را «حق مسلم» آنان دانسته، تأکید کرده که هیچ کارگری نباید به دلیل اعتصاب صنفی بازداشت، مورد ضرب و شتم، آزار، تعقیب یا شکنجه قرار گیرد. در این اطلاعیه مورخ ۹ آذر ۱۳۹۷ آمده‌است:
سندیکای کارگران شرکت واحد اتوبوسرانی تهران و حومه بار دیگر ضرب و شتم و اعمال خشونت بر اسماعیل بخشی را قویا محکوم می‌کند و خواهان آزادی فوری و بی‌قید و شرط ایشان می‌باشد. همچنین تمامی پرونده‌های قضایی گشوده شده برای سایر نمایندگان کارگران شرکت کشت و صنعت نیشکر هفت‌تپه باید بسته و منع تعقیب این نمایندگان صادر گردد. البته کارگران نیشکر هفت تپه به درستی و با اتحاد و اعتصاب، برای آزادی اسماعیل بخشی و تحقق دیگر خواسته‌های خود دست از اعتراض بر حق خود برنداشته‌اند.— سندیکای کارگران شرکت واحد اتوبوسرانی تهران و حومه، 
در تاریخ سه‌شنبه ۱۳ آذر ۱۳۹۷، سندیکای کارگران نیشکر هفت‌تپه گزارشی از وضعیت سلامتی اسماعیل بخشی و سپیده قلیان (فعال مدنی) منتشر کرد. این تشکل ضمن هشدار نسبت به وضعیت جسمانی این دو زندانی - که بیش از دوهفته از بازداشت آن‌ها می‌گذرد - در اینباره ابراز نگرانی کرد. در این گزارش آمده‌است که این زندانیان در ملاقات‌هایی که با خانواده خود داشتند قادر به تشخیص زمان جاری و اینکه در چه وقتی از شبانه‌روز به‌سر می‌برند نبودند. همچنین در این گزارش وضعیت جسمانی بخشی «وخیم» اعلام شده و ذکر شده که آثار کبودی در پیشانی او مشاهده شده‌است. در همان تاریخ رسانه صدای آمریکا با انتشار گفته‌هایی از قول یک منبع که نخواست نامش فاش شود، خبر شکنجه بخشی را «موثق» خواند. این منبع همچنین ادعا کرد که خانواده این دو زندانی ضمن ملاقات خود آثار شکنجه را مشاهده کردند. به گفته این منبع اسماعیل بخشی و سپیده قلیان (تا این تاریخ) در زندان انفرادی به‌سر بردند و وضعیت جسمانی بخشی «وخیم» بوده‌است.
محمد کاظمی نماینده و عضو کمیسیون قضایی و حقوقی مجلس شورای اسلامی به این اظهارات بخشی واکنش نشان داد. او در گفتگو با خبرگزاری کار ایران (ایلنا) اظهار کرد که شکنجه مطابق با قانون اساسی جمهوری اسلامی ایران ممنوع است، از این‌رو باید برای ادعاهای بخشی در کمیسیون قضایی مجلس تشکیل پرونده قضائی صورت گرفته و این ادعا بررسی شود. کاظمی افزود که در صورت اثبات ادعاهای بخشی افراد متهم باید فراخوانده شوند.
غلامرضا شریعتی استاندار خوزستان در گفتگو با جماران بار دیگر اخبار مرتبط با شکنجهٔ اسماعیل بخشی در زندان را تکذیب کرد. او در این گفتگو مدعی شد که دستگاه‌های ذی‌ربط مدارک و مستنداتی دارند که نشان می‌دهد هیچ شکنجه‌ای در کار نبوده‌است. شریعتی پیش‌تر هم مدعی شده بود که بخشی در سلامت کامل به‌سر می‌برد و اخبار وخامت حال او را رسانه‌هایی که او آن‌ها «معاند» خواند، با «جوسازی» منتشر کرده‌اند.
انتشار این نامه، واکنش کاربران اینترنت و شبکه‌های اجتماعی را نیز در پی داشت.
این واکنش‌ها مملو از خشم و اندوه این کاربران نسبت به این موضوع بود. در میان این کاربران اسامی فعالان مدنی و برخی از زندانیان سیاسی سابق و فعالان سیاسی همچون صادق زیباکلام دیده می‌شود. این فعالان عملکرد حسن روحانی و محمود علوی را در این رابطه مورد انتقاد خود قرار داده‌اند.

## نگارخانه

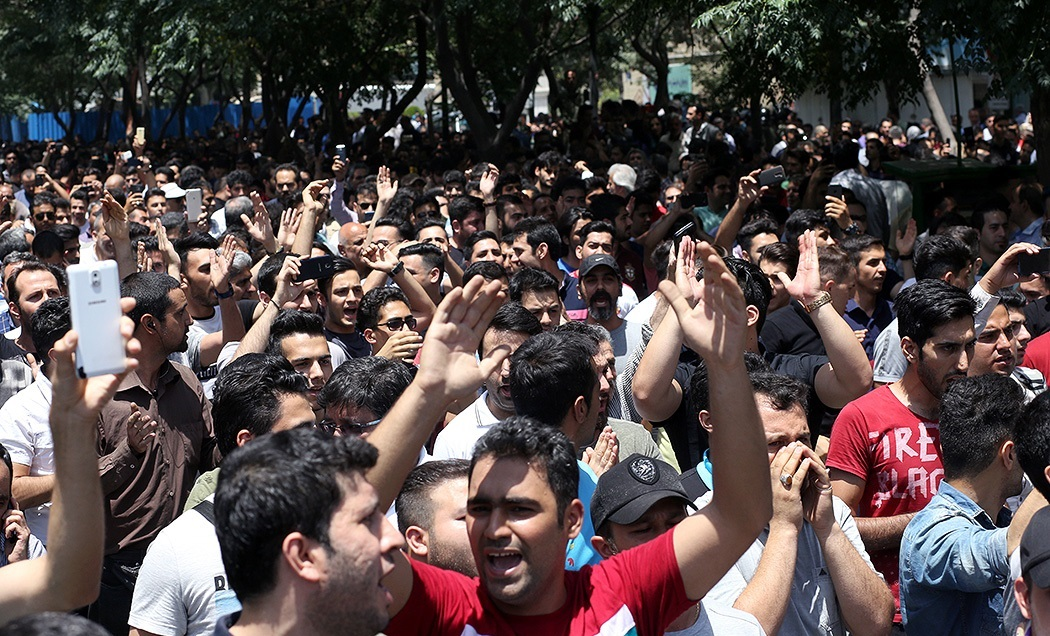
معترضان در بازار تهران
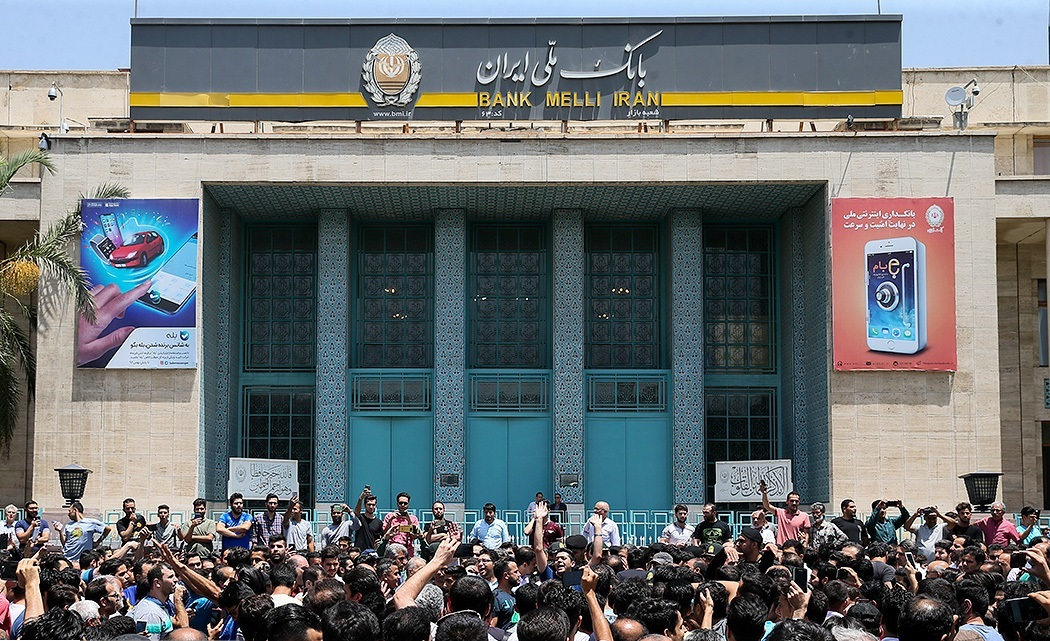
معترضان در جلوی بانک ملی (اعتصاب بازاریان تهران)
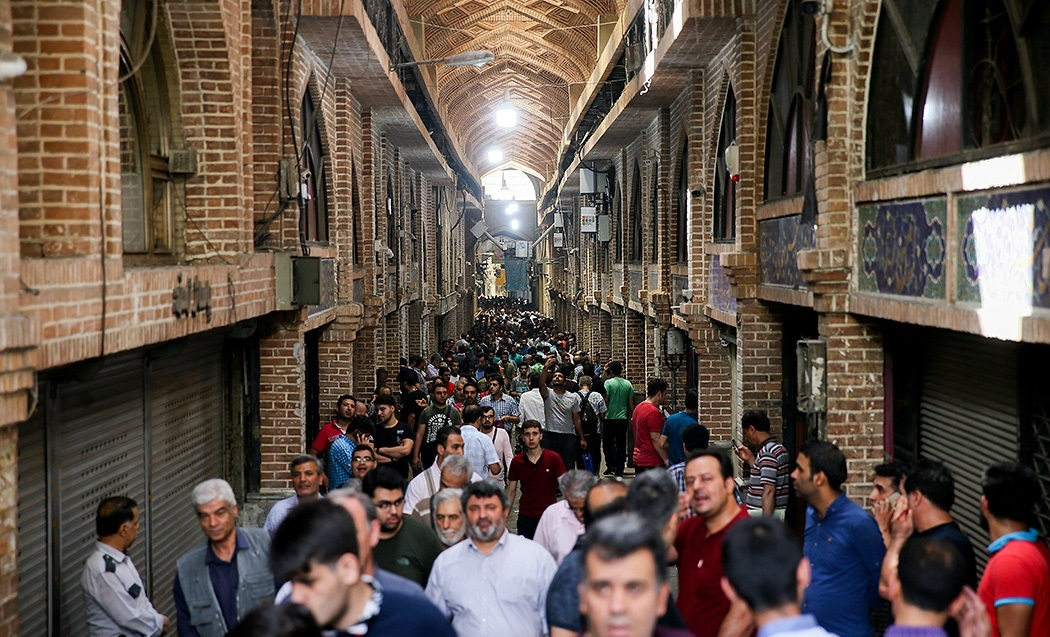
بازاریان معترض در بازار بزرگ تهران
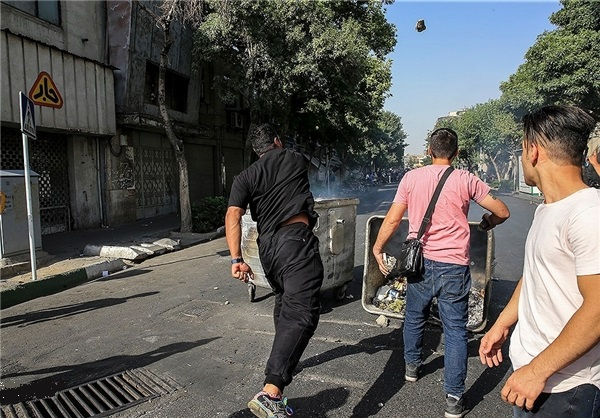
تصاویر منتسب به تظاهرات بازاریان تهران